# Năsăud
Năsăud (în dialectul săsesc Nassndref, Nassendraf, Nosndref, Nâssendorf, Nâessndorf, în germană Nussdorf, Nussendorf, Nassendorf, maghiară Naszód) este un oraș în județul Bistrița-Năsăud, Transilvania, România, format din localitățile componente Liviu Rebreanu, Lușca și Năsăud (reședința).
Năsăudul are o populație de 10.215 de locuitori (conform recensământului din 2021), cu aproape 700 mai mult decât la precedentul recensământ din 2011, an când au fost consemnați 9.587 locuitori.

## Istoric
Cunoscut ca reședință pentru Districtul Grăniceresc Năsăud, iar mai înainte ca sediu al celui de Al doilea Regiment Românesc (în maghiară Oláh, în germană Wallach) de Infanterie Grănicerească nr. 17, înființat în anul 1762. O bună parte dintre soldații regimentului năsăudean a luptat la Austerlitz și la podul de la Arcole (Areda Venetiei) împotriva armatei franceze conduse de generalul Napoleon Bonaparte. Prin vitejia lor, aceștia și-au câștigat un cunoscut renume în acea vreme, acela de "cătanele negre".
În martie 1849 Năsăudul a fost ars aproape în întregime de insurgenții revoluționari maghiari, mai precis de soldații din regimentele de graniță secuiești, rămânând în picioare doar câteva clădiri aparținând instituțiilor publice. Conform căpitanului Silvestru Tomi (1821-1878) din regimentul grăniceresc, originar din Mocod, s-a dat foc institutului de educație ridicat în 1784 ca școală pentru copiii grănicerilor. Nu a ars decât acoperișul. În noiembrie 1850, perioadă premergătoare desființării regimentului, Năsăudul a fost vizitat de Generalul de Brigadă Ritter von Laiml care, în tinerețe, și-a făcut școala militară în vechiul Institut Militar de aici. Văzând nenorocirea întâmplată, a luat măsuri imediate pentru refacerea acoperișului edificiului afectat.
În data de 19 octombrie 1884 episcopul român unit de Gherla Ioan Sabo a sfințit Biserica Sfântul Nicolae, fiind considerat și ctitorul de drept al lăcașului de cult, cunoscut și ca „biserica grănicerilor”, sediul Vicariatului greco-catolic de Rodna.
După primul război mondial (1914-1918), orașul făcea parte din plasa Năsăud, din județul Năsăud (interbelic), o unitate administrativă din Regatul României, succesoare a comitatului Bistrița-Năsăud din Imperiul Austro-Ungar, cu reședința în orașul Bistrița.
Renumitul scriitor interbelic Liviu Rebreanu, originar din Târlișua, sat aparținând Țării Năsăudului, în romanul „Ion”, înfățișează viața Năsăudului și a localităților înconjurătoare, precum satul Vărarea (astăzi, satul Nepos) sau vechiul Prislop (astăzi cartierul năsăudean "Liviu Rebreanu"), loc unde a locuit o perioadă din viața lui.
Orașul are o veche tradiție în învățământ, fiind printre puținele localități în care existau școli confesionale gimnaziale (greco-catolice) cu predare în limba română (actualul Colegiu Național „George Coșbuc” și Școala Gimnazială „Mihai Eminescu”, fostul Liceu Pedagogic sau Școala Normală sau Preparandia), precum și acele „școli triviale”.
În anul 1969 Ministerul Învățământului a hotărât înființarea Casei de Copii din orașul Năsăud. Astfel că la începutul anului școlar 1969-1970, un grup de 120 de fete de la Casa de Copii Prundu Bârgăului au fost transferate la Năsăud.

## Demografie
În 1850 erau 1359 de locuitori dintre care 1236 erau români, 87 germani (sași) și 30 maghiari (1233 greco-catolici, 100 romano-catolici și 25 evanghelici-luterani. În 1900 erau 3142 de locuitori, dintre care 2367 erau români, 565 maghiari și 197 germani (2290 greco-catolici, 463 mozaici, 152 romano-catolici, 127 reformați-calvini, 63 evanghelici-luterani și 38 de ortodocși).
Conform datelor recensământului din 1930 orașul Năsăud avea un total de 3.512 locuitori, dintre care 2.886 erau români, 98 maghiari, 83 de germani, 420 evrei, 31 țigani (2.618 greco-catolici, 425 mozaici, 250 ortodocși, 105 romano-catolici, 62 reformați-calvini, 48 evanghelici-luterani, 1 unitarian). A fost orașul cu cea mai mare pondere confesională catolică (greco-catolică) din România în rândul populației.
Componența etnică a orașului Năsăud (recensământ 2011)
     Români (87,67%)
     Romi (4,83%)
     Maghiari (0,63%)
     Necunoscută (6,66%)
     Altă etnie (0,19%)
Componența confesională a orașului Năsăud (recensământ 2011)
     Ortodocși (80,26%)
     Penticostali (5,39%)
     Greco-catolici (2,01%)
     Baptiști (2,69%)
     Necunoscută (7,01%)
     Altă religie (2,61%)
Din datele recensământului efectuat în 2011, populația orașului Năsăud se ridică la 9.587 de locuitori, în scădere față de recensământul anterior din 2002, când se înregistraseră 10.582 de locuitori. Majoritatea locuitorilor sunt români (8.405 adică 87,67%), cu o minoritate de romi (464 adică 4,84%) și cu una de maghiari (61 adică 0,63%). Pentru 6,67% din populație, apartenența etnică nu este cunoscută.
Din punct de vedere confesional, majoritatea locuitorilor, astăzi, sunt ortodocși (80,26%), alături de penticostali (5,39%), baptiști (2,69%) și greco-catolici (2,01%). Pentru 7,02% din populație nu este cunoscută apartenența religioasă.
0200040006000800010.00012.00014.0001930195619772002populațiePopulația istorică din Năsăud
Date: Recensăminte sau birourile de statistică - grafică realizată de Wikipedia

## Politică și administrație
Orașul Năsăud este administrat de un primar și un consiliu local compus din 17 consilieri. Primarul, Dorin-Nicolae Vlașin[*], de la Partidul Național Liberal, este în funcție din octombrie 2020. Începând cu alegerile locale din 2024, consiliul local are următoarea componență pe partide politice:
|  | Partid                          | Consilieri | Componența Consiliului | Componența Consiliului | Componența Consiliului | Componența Consiliului | Componența Consiliului | Componența Consiliului | Componența Consiliului | Componența Consiliului | Componența Consiliului | Componența Consiliului | Componența Consiliului | Componența Consiliului |
|  | ------------------------------- | ---------- | ---------------------- | ---------------------- | ---------------------- | ---------------------- | ---------------------- | ---------------------- | ---------------------- | ---------------------- | ---------------------- | ---------------------- | ---------------------- | ---------------------- |
|  | Partidul Național Liberal       | 12         |                        |                        |                        |                        |                        |                        |                        |                        |                        |                        |                        |                        |
|  | Partidul Social Democrat        | 4          |                        |                        |                        |                        |                        |                        |                        |                        |                        |                        |                        |                        |
|  | Alianța pentru Unirea Românilor | 1          |                        |                        |                        |                        |                        |                        |                        |                        |                        |                        |                        |                        |

## Obiective turistice
- Muzeul Grăniceresc Năsăudean. Deschis în 1931, funcționează într-o clădire declarată monument istoric (Șvardia - fosta reședință a „Regimentului 2 grăniceresc”).

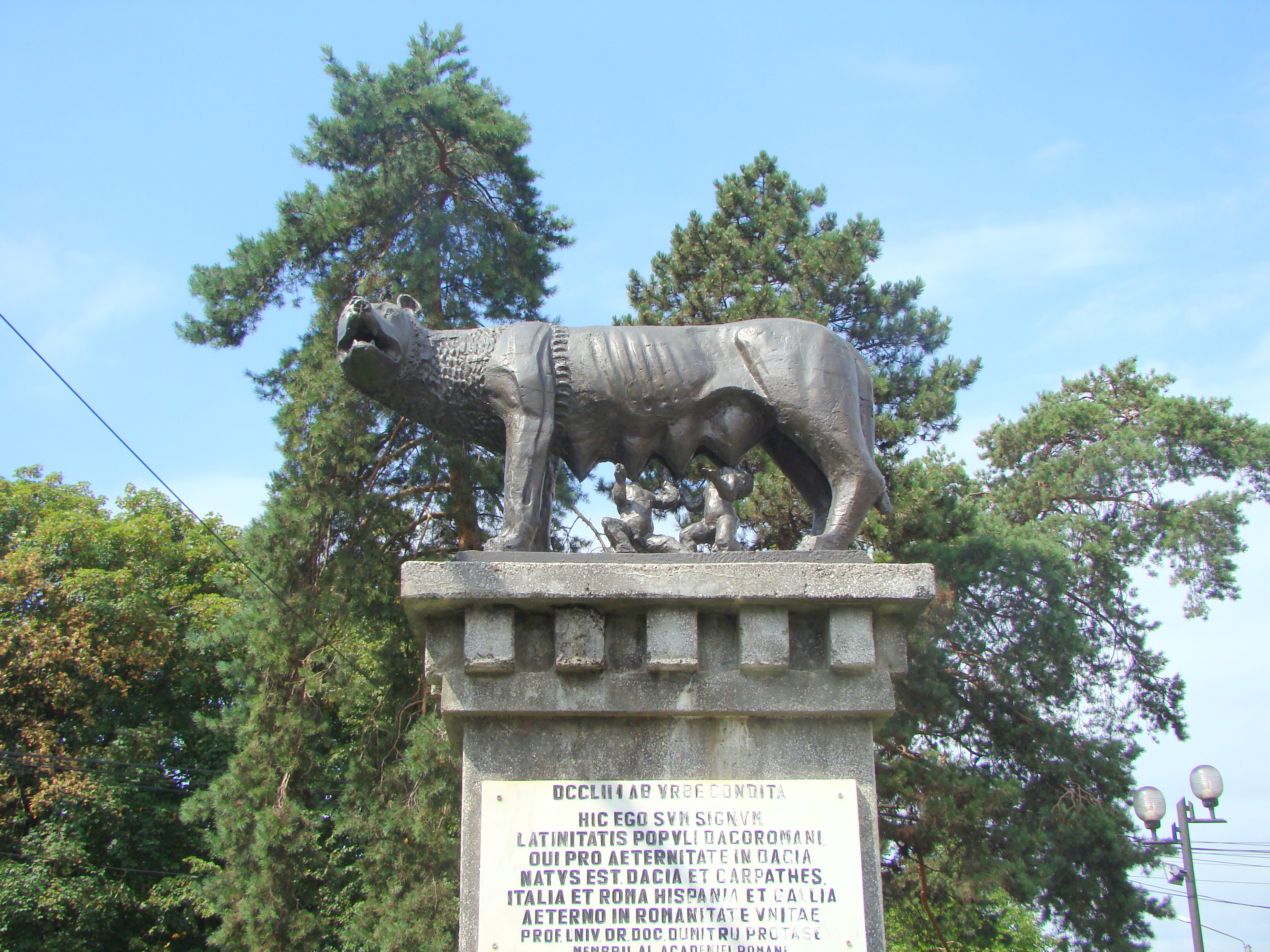
Statuia „Lupa Capitolina”

- Muzeul Memorial „Liviu Rebreanu”, din vechiul cartier năsăudean Prislop, astăzi "Liviu Rebreanu".
- Muzeul Memorial „George Coșbuc”, din satul Hordou (astăzi Coșbuc), aflat pe drumul național ce leagă județul Bistrița-Năsăud de județul Maramureș.
- Statuia „Lupa Capitolina”, simbol al latinității poporului român, donată de dr. Traian Gheorghe Dascăl și soția sa Nadia.
- Monumentul Eroilor Români din Primul Război Mondial. Soclul, de forma pătrată, este surmontat de un piedestal paralelipipedic, având în partea superioară o cornișă dreaptă. În continuarea piedestalului se află o coloană care are pe latura frontală un ornament în relief, reprezentând o coroană de lauri. Realizat din blocuri de granit, monumentul este înalt de 2,50 m. Pe frontispiciul piedestalului se găsește inscripția: "Eroilor morți în războiul cel mare, făcându-și datoria".
- Biserica romano-catolică din Năsăud
- Biserica Sfântul Nicolae din Năsăud

## Personalități
- Ioan Para (1744-1809) vicar foraneu, proprotopop român unit (greco-catolic) al Năsăudului, coautor al petiției Supplex Libellus Valachorum;
- Vasile Fabian-Bob (1795-1836), pedagog;
- Ioan Marian ( 1786-1846) , vicar foraneu, protopop român unit (greco-catolic) al Năsăudului;
- Moise Panga (n.1804, Racovița – d. 1866, Orlat) - învățător și pedagog greco-catolic la Școala normală din Năsăud, președinte al Comisiei școlare a Regimentului II grăniceresc român, director al Școlii normale din Orlat, publicist;
- Macedon Pop, (1809-1873), prepozit capitular si canonic la Episcopia română unită de Gherla, vicar foraneu, protopop român unit (greco-catolic) al Năsăudului;
- Iacob Mureșianu (1812-1887), profesor si publicist, poet și om politic român, membru de onoare (din 1877) al Academiei Române
- Grigore Moisil (vicar) (1814-1881), vicar foraneu, protopop român unit (greco-catolic) al Năsăudului, unul din fondatorii Gimnaziului superior grăniceresc greco-catolic, astăzi Colegiul Național „George Coșbuc”;
- Alexandru Bohățiel (1816-1897), avocat, conducătorul districtului autonom al Năsăudului în cea de a doua jumătate a secolului al XIX-lea;
- Florian Porcius (1816-1906), profesor, botanist, membru titular al Academiei Române;
- Silvestru Tomi (1821-1878), originar din Mocod, sublocotenent, ulterior căpitan în Regimentul 2 grăniceresc din Năsăud, a înființat, în 1859, împreună cu vicarul unit năsăudean Pr. Ioan Marian, "Biblioteca Mariană" a școlii confesionale din Năsăud;
- Leonida Pop (1831-1908), general și mareșal al armatei imperiale austriece, consilier al împăratului Francisc Iosif I;
- Vasile Petri (1833-1905), profesor și pedagog la Gimnaziul supeior grăniceresc greco-catolic din Năsăud, director al școlilor grănicerești de pe lângă fostul Regiment I de Graniță de la Orlat cu sediul la Sibiu;
- Grigore Silași (1836-1897), protopop român unit (greco-catolic), lingvist, profesor universitar, membru de onoare al Academiei Române;
- Paul Tanco (1843-1916), doctor în matematică, profesor de matematică-fizică, director al Gimnaziului superior grăniceresc greco-catolic din Năsăud;
- Simeon Florea Marian (1847-1907), folclorist, etnograf, naturalist, istoric, profesor, preot român ortodox originar din Bucovina, membru titular al Academiei Române;
- Grigore (Gregoriu) Pletosu (1848-1934), preot ortodox, protopop al Bistriței, profesor de limba română, unul din delegații la Marea Adunare Națională de la Alba Iulia;
- Veronica Micle (1850-1889), născută Câmpeanu, scriitoare, poetă;
- Ion Pop-Reteganul (1853-1905), învățător și pedagog, prozator, publicist și folclorist;
- Gherasim Domide (1856-1909), protopop român unit (greco-catolic) al Bistriței, memorandist;
- Solomon Haliță (1859-1926), profesor, pedagog, publicist, prefect al județului Năsăud;
- Alexandru Haliță (1862-1934), vicar foraneu, protopop român unit (greco-catolic) al Năsăudului;
- Dr. Leon Scridon (1863-1942), jurist, pretor, prim-notar județean la Bistrița, publicist;
- Ștefan Buzilă (1865-1944) vicar foraneu, protopop român unit (greco-catolic) al Năsăudului;
- George Coșbuc (1866-1918),  poet, critic literar, scriitor, publicist și traducător, membru titular al Academiei Române;
- Iulian Marțian (1867-1937), militar, istoric,bibliofil, arheolog amator și colecționar de documente vechi românești, membru de onoare al Academiei Române;
- Virgil Șotropa (1867-1954), profesor filolog, publicist, membru de onoare al Academiei Române;
- Miron Cristea (1868-1939), primul patriarh al Bisericii Ortodoxe Române, fost elev al școlilor năsăudene, originar din Toplița;
- Iuliu Prodan (1875-1959), profesor și botanist, autor al mai multor lucrări de specialitate;
- Constantin Moisil (1876-1952), profesor de istorie, arheolog și numismat român, membru de onoare al Academiei Române; directorul Cabinetului Numismatic al Academiei Române;
- Vasile Șuteu (1876-1938), profesor de limba germană și latină, germanist, directorul Liceului „Cantemir Vodă” din București;
- Ștefan Scridon (1877-1933), profesor de istorie și latină, publicist;
- Vasile Bichigean (1880-1950), profesor, filolog, specialist în limbile clasice (latină și greacă), directorul al Liceului Găniceresc din Năsăud;
- Nicolae Bălan (1882-1955), mitropolit ortodox al Ardealului, fost elev al școlilor năsăudene, originar din Blăjenii de Sus ai Bistriței;
- Nicolae Drăganu (1884-1939), filolog, lingvist și istoric literar, primar al Clujului;
- Liviu Rebreanu (1885-1944), romancier și publicist, membru al Academiei Române,  director al Teatrului Național din București;
- Emil Isac (1886-1954) poet, dramaturg și gazetar;
- Nicolae Bretan (1887-1968) a fost un compozitor, bariton și regizor de operă român, regizor la Opera Maghiară din Cluj și director al Operei Române din Cluj;
- Simion Pop (1892-1983), vicar foraneu, protopop român unit (greco-catolic) al Năsăudului până în 1948, anul interzicerii cultului greco-catolic în România, relegalizat in 1989;
- Traian Ionașcu (1897-1981), jurist, profesor de Dept civil la Universitatea din București, vicepreședinte al Facultății internaționale de drept comparat din Strasbourg, membru titular al Academiei Române;
- Leon Silviu Daniello (1898-1970), profesor universitar (medic ftiziolog), membru corespondent al Academiei Române;
- Sever Pop (1901-1961), lingvist, profesor universitar al Universității Catolice Louvain (Leuven), Belgia, membru post-mortem al Academiei Române;
- Tiberiu I. Morariu (1905-1982), profesor universitar de geografie la Universitatea din Cluj, membru corespondent al Academiei Române;
- Vasile Scurtu (1906-1968), profesor, lingvist, istoric literar, directorul al Liceului Găniceresc din Năsăud;
- Octavian Ruleanu (1910-2010), profesor de limba și literatura romțnă, publicist, director al Școli Pedagogice Mixte (devenită ulterior, Liceul Pedagogic din Năsăud)
- Ioan Cherteș (1911-1992), episcop român unit (greco-catolic), arhiepiscop "ad personam", deținut politic, originar din Sărățel;
- Gavril Istrate (1914-2014), profesor universitar, filolog, memorialist și istoric literar;
- Alexandru Husar (1920-2009), profesor universitar de limba și literatura română, doctor în filosofie și cercetător al istoriei civilizației din Transilvania, membru al Uniunii Scriitorilor din România;
- Gavril Scridon (1922-2006), profesor universitar, istoric al literaturii române, exeget al operei lui George Coșbuc, publicist, scriitor;
- Grigore Găzdac (1923-2002), absolvent al Academiei Teologice Greco-Catolice din Cluj și al Universităii din Cluj, profesor de limba și literatura română, publicist, director al Liceului "George Coșbuc";
- Teodor Tanco (1925-2019),  scriitor, jurist, dramaturg și istoric literar român, membru al Uniunii Scriitorilor din România;
- Dumitru Protase (1926-2022), profesor, istoric, membru de onoare al Academiei Române;
- Ovidiu Nimigean (n. 1962), poet, eseist și publicist;

## Orașe înfrățite
- Mandello del Lario, Italia (2009)
- Mlawa, Polonia (2010)
- Alexandreia, Grecia (2011)
- Kavadarci, Macedonia (2012)

## Imagini

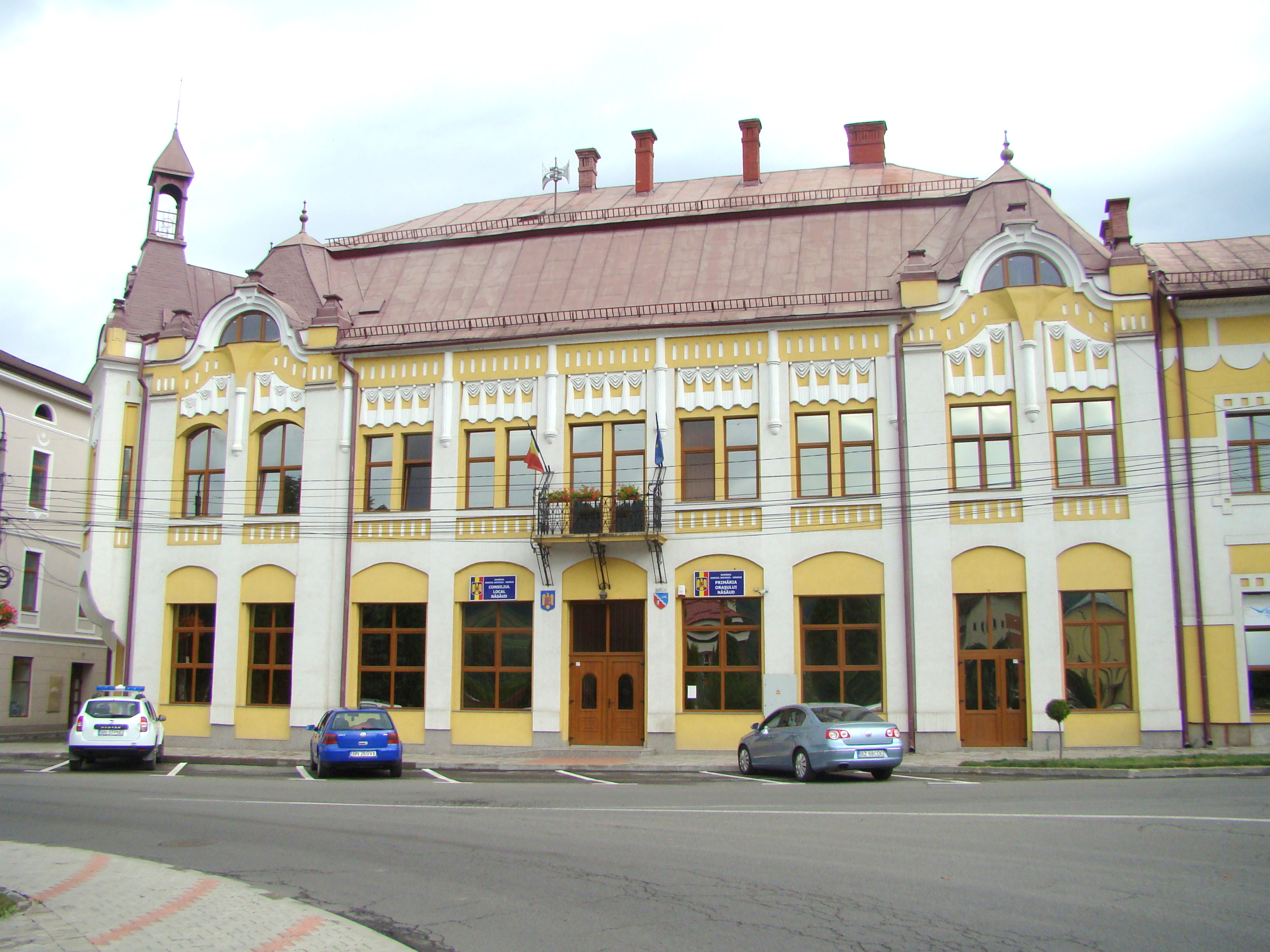
Primăria orașului Năsăud
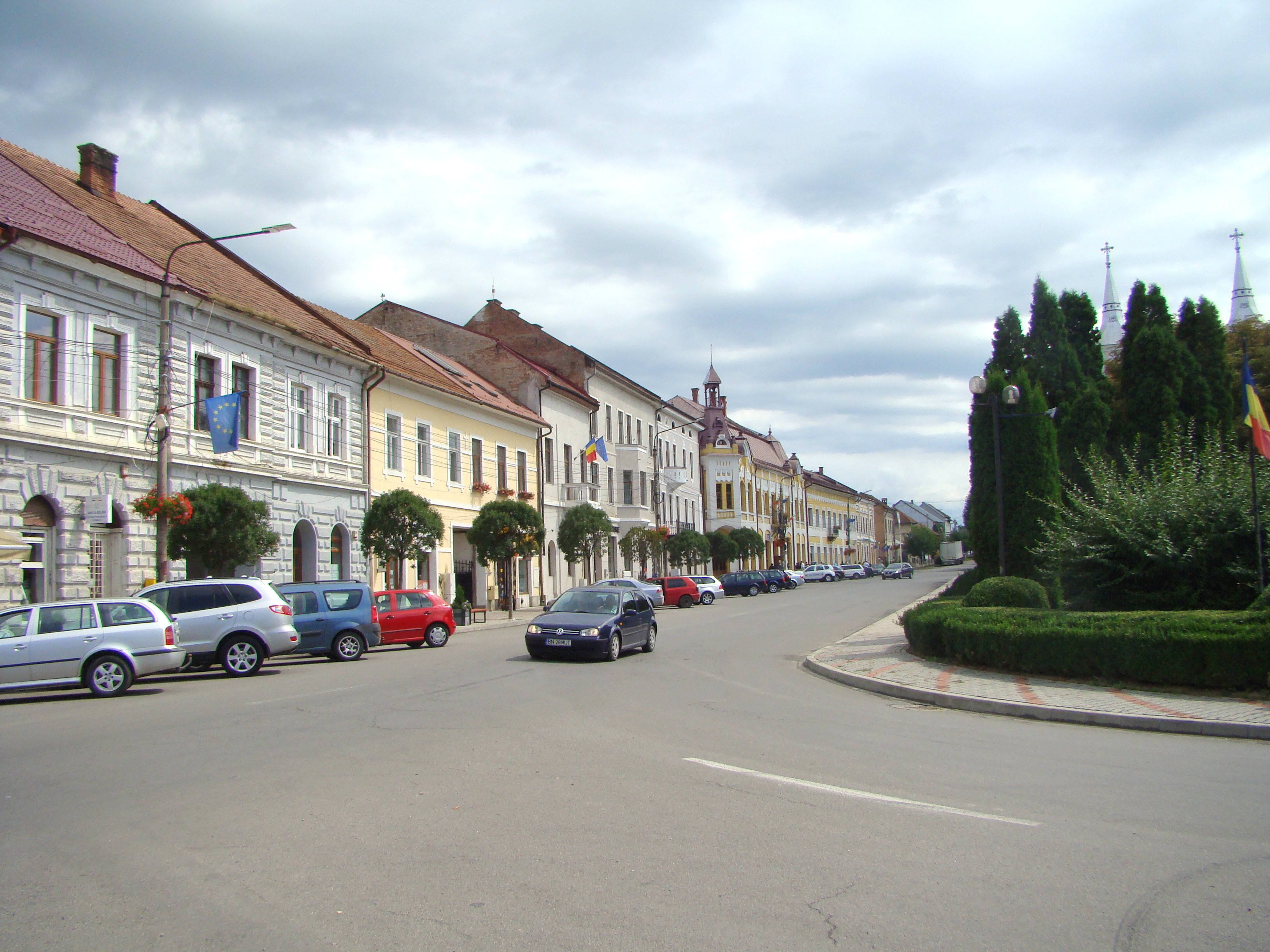
Centrul orașului
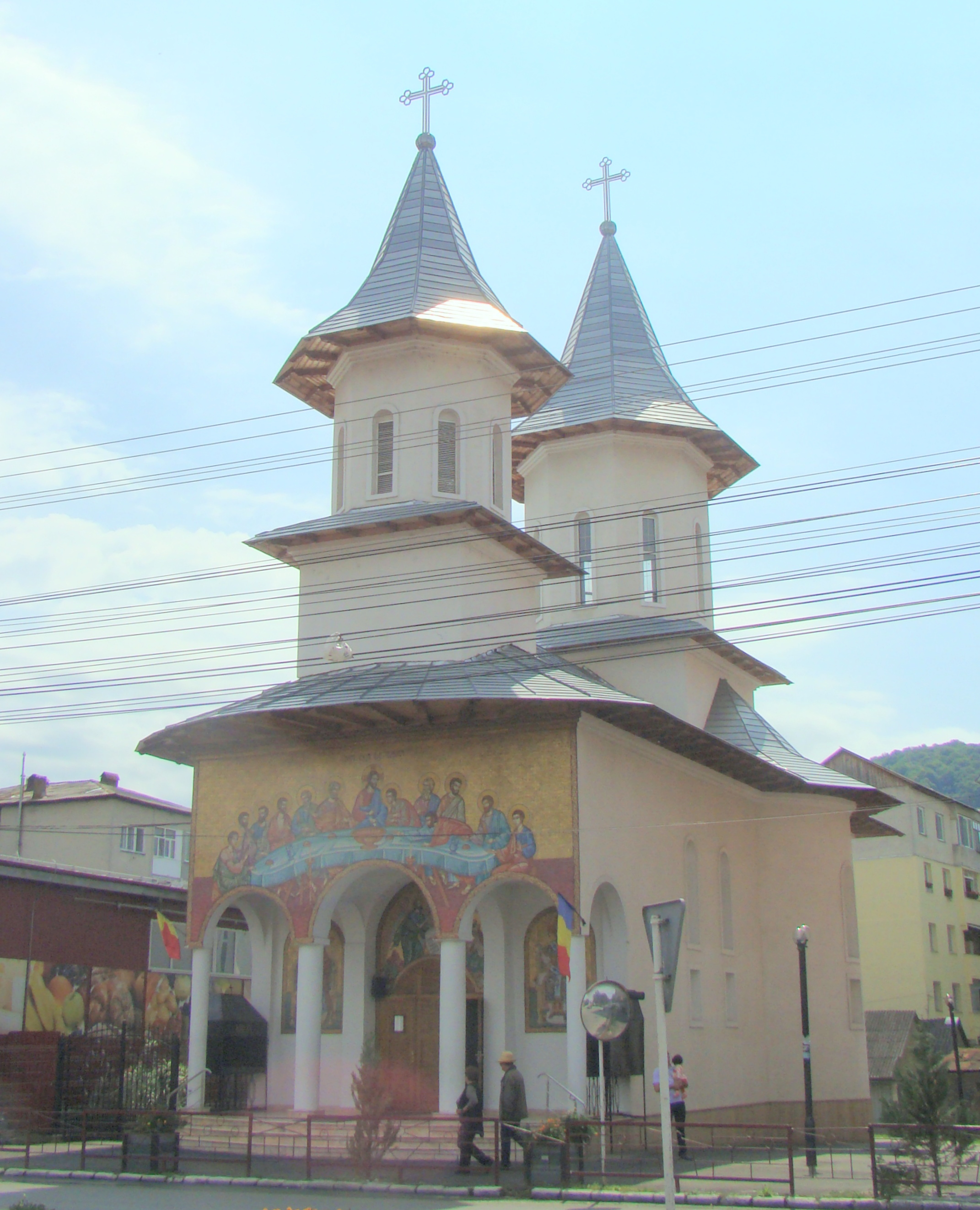
Biserica parohială ortodoxă „Sfântul Ioan Botezătorul”
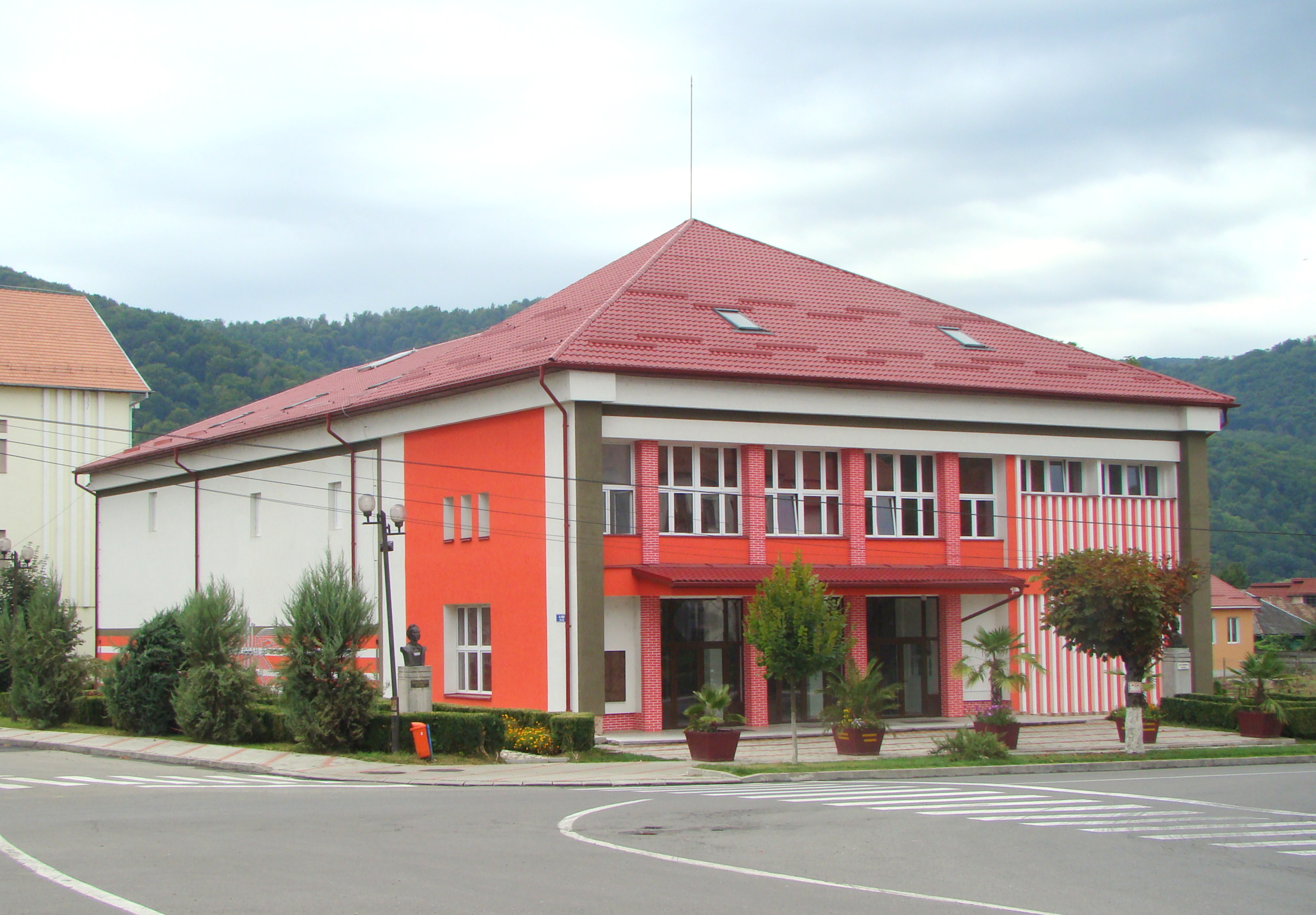
Casa de cultură „Liviu Rebreanu"
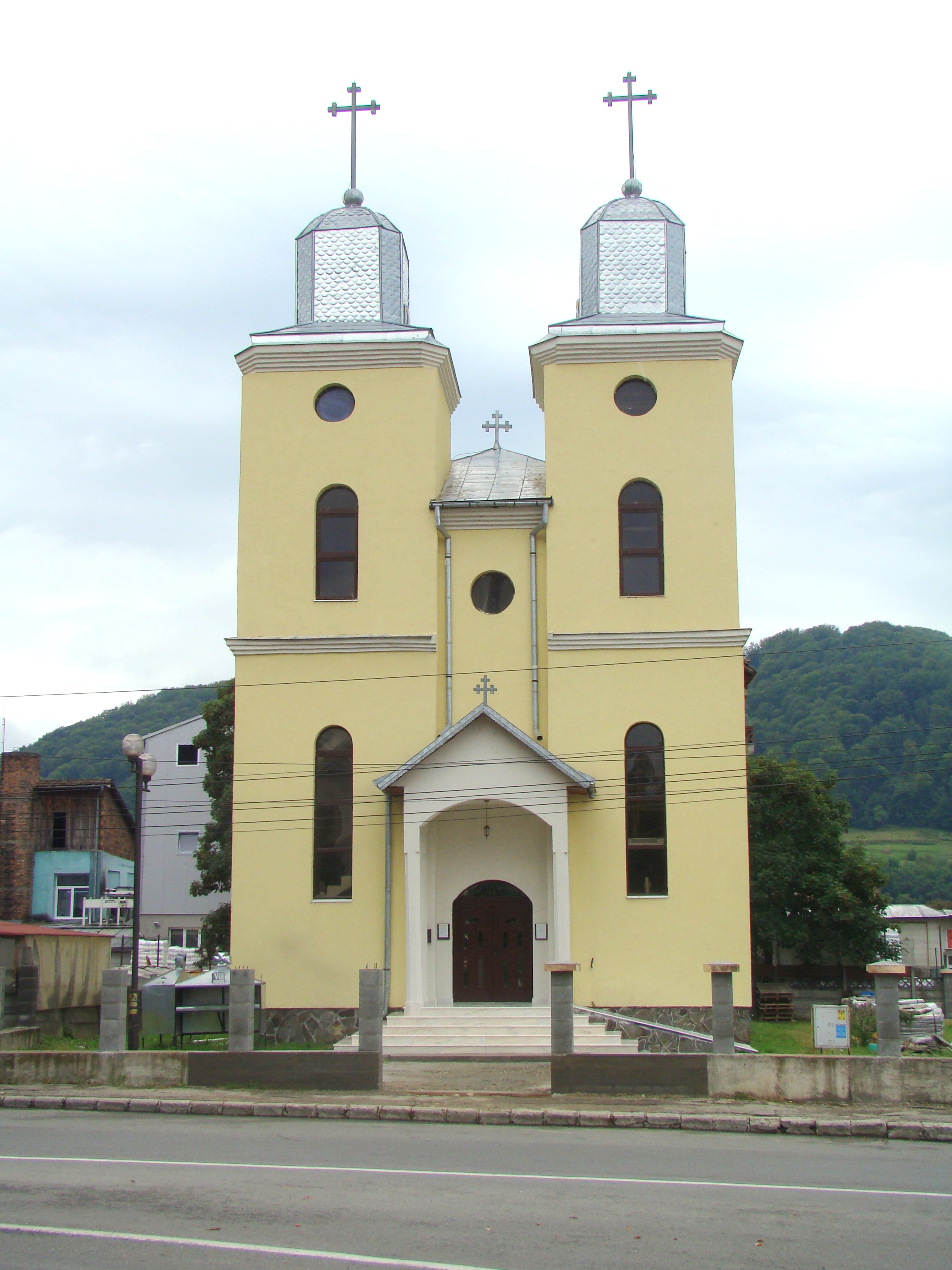
Biserica nouă greco-catolică
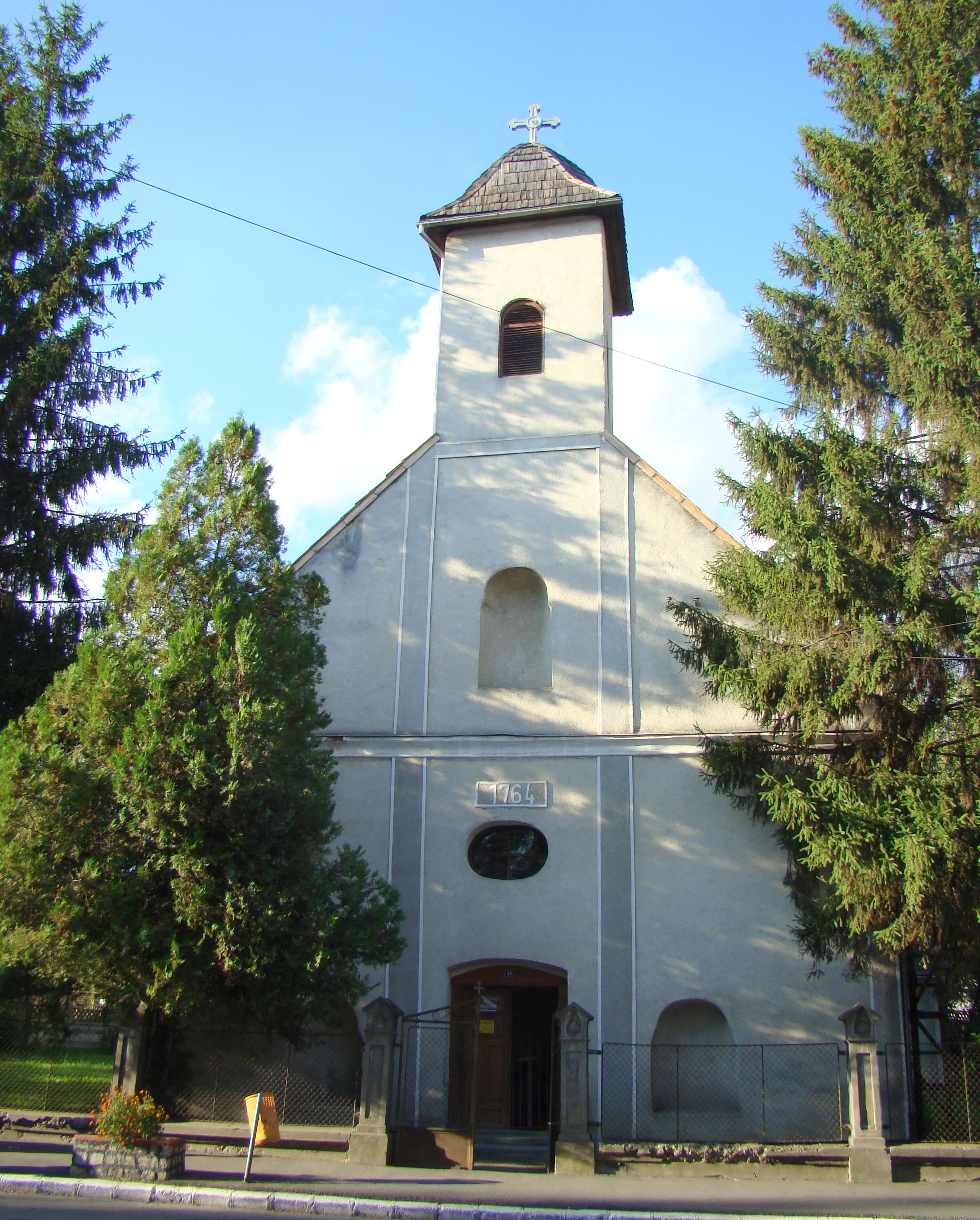
Biserica romano-catolică "Sf. Ioan Nepomuk", cel mai vechi lăcaș de cult din Năsăud, 1764
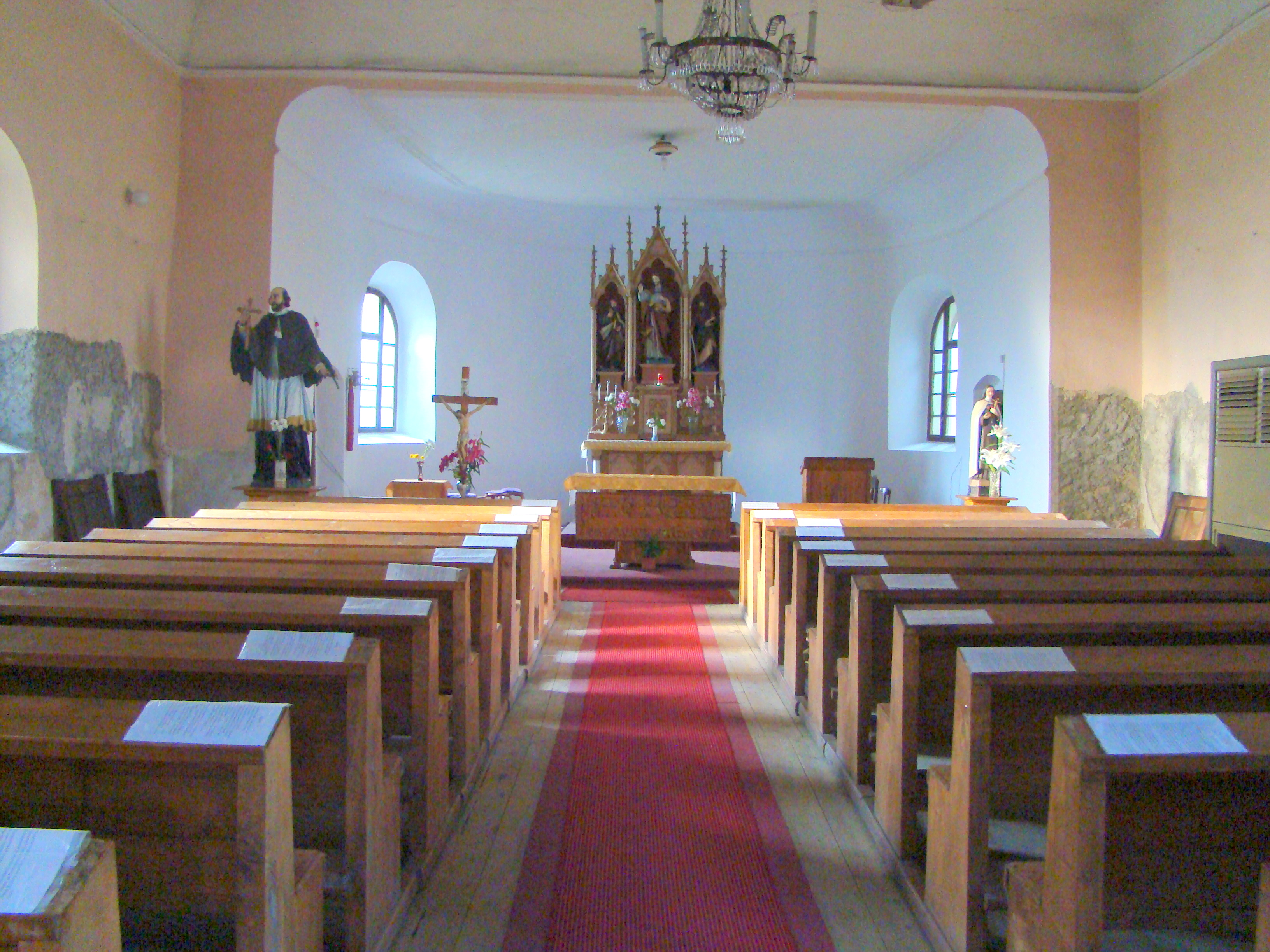
Biserica romano-catolică (nava spre altar)
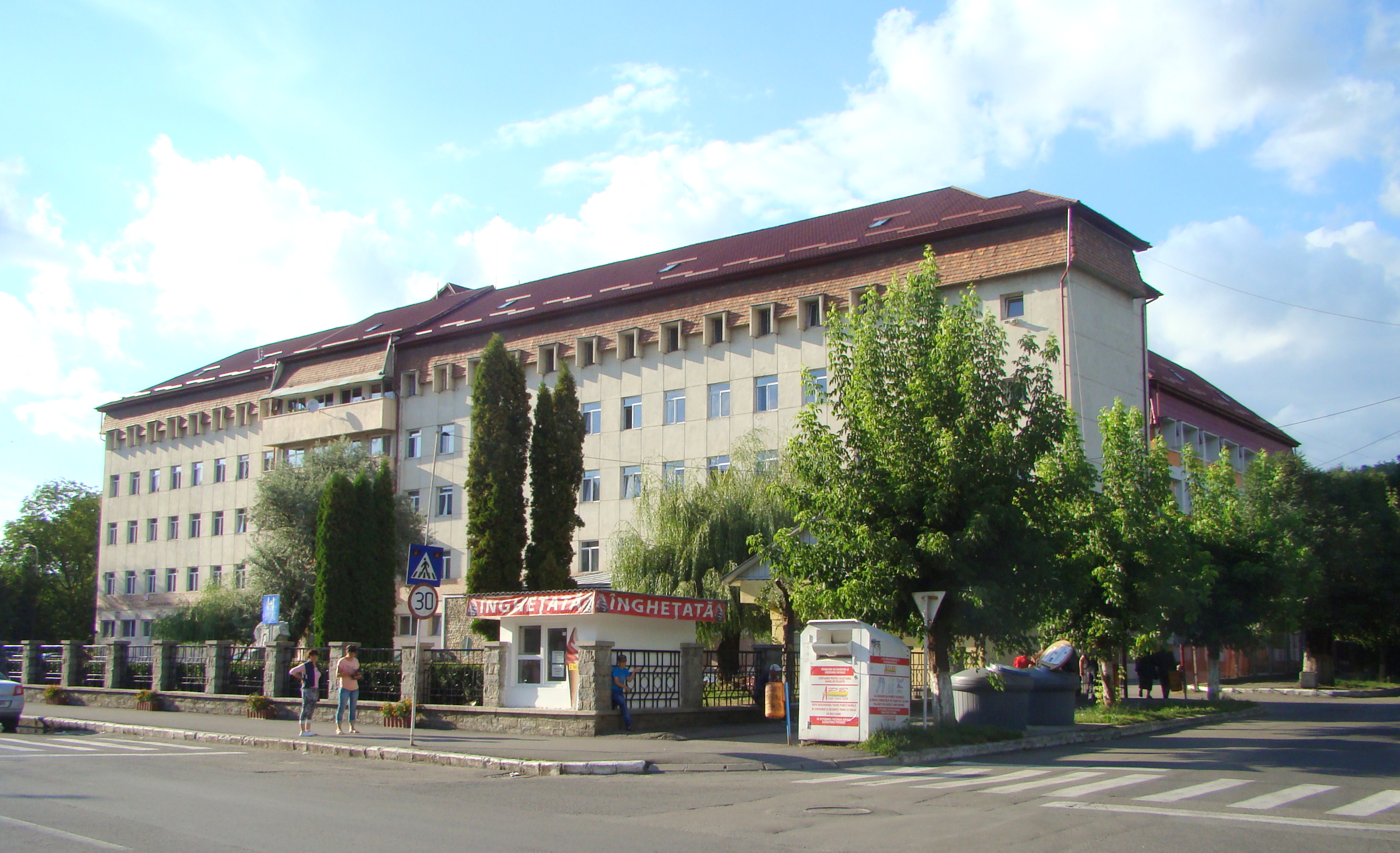
Spitalul Orășenesc „Dr. George Trifon”
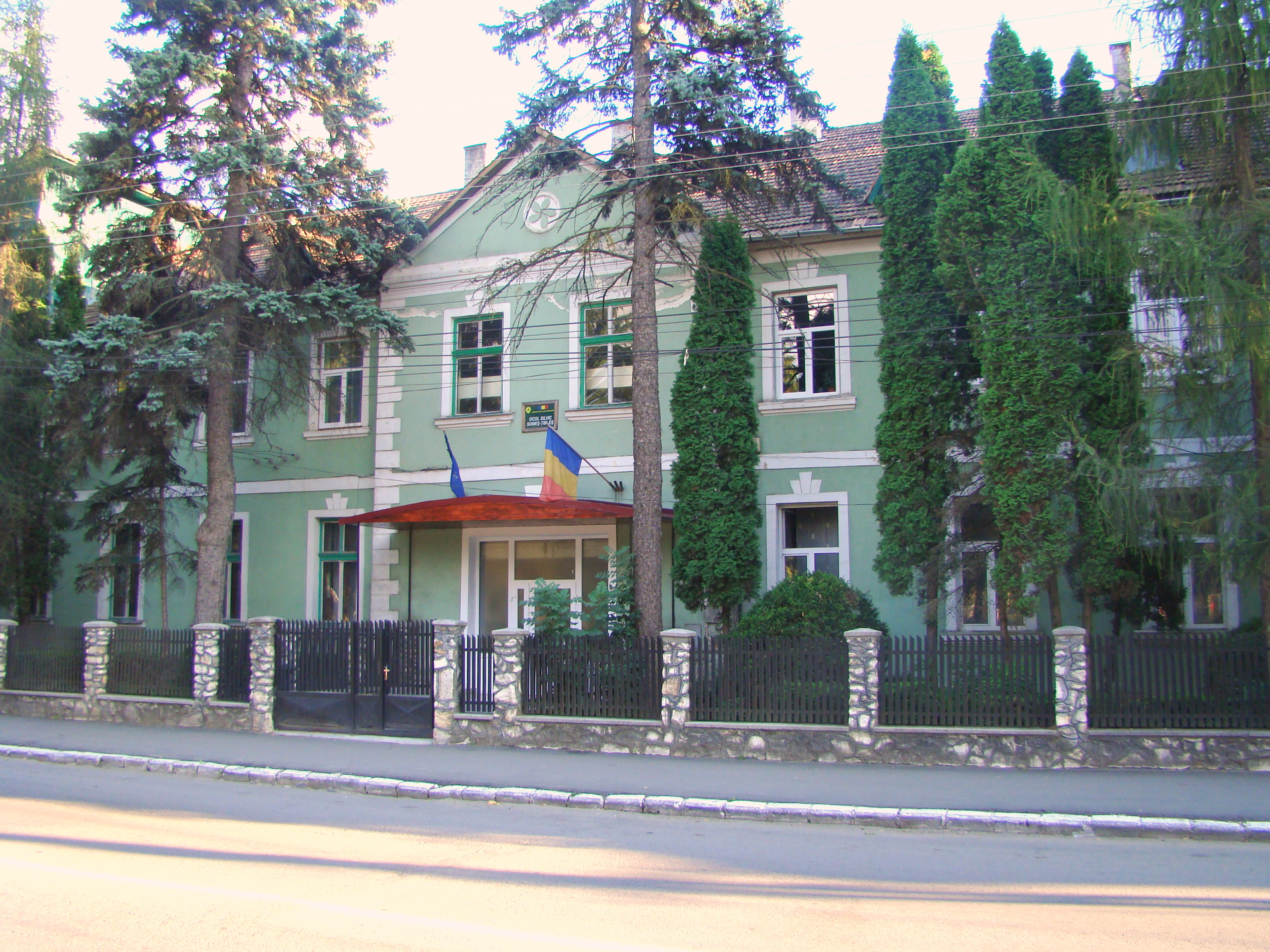
Ocolul silvic Someș-Țibleș din Năsăud
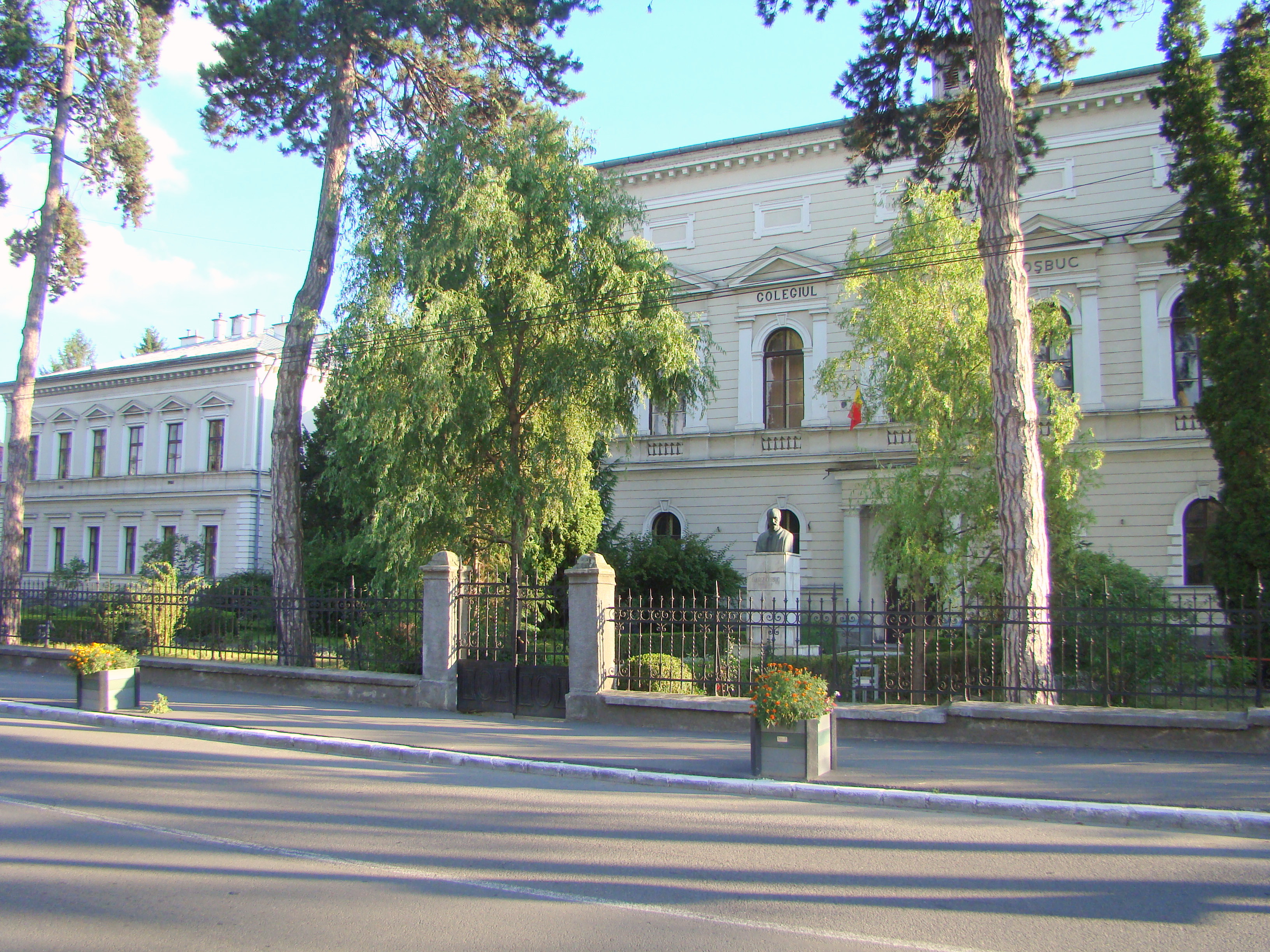
Colegiul Național „George Coșbuc” din Năsăud (monument istoric)
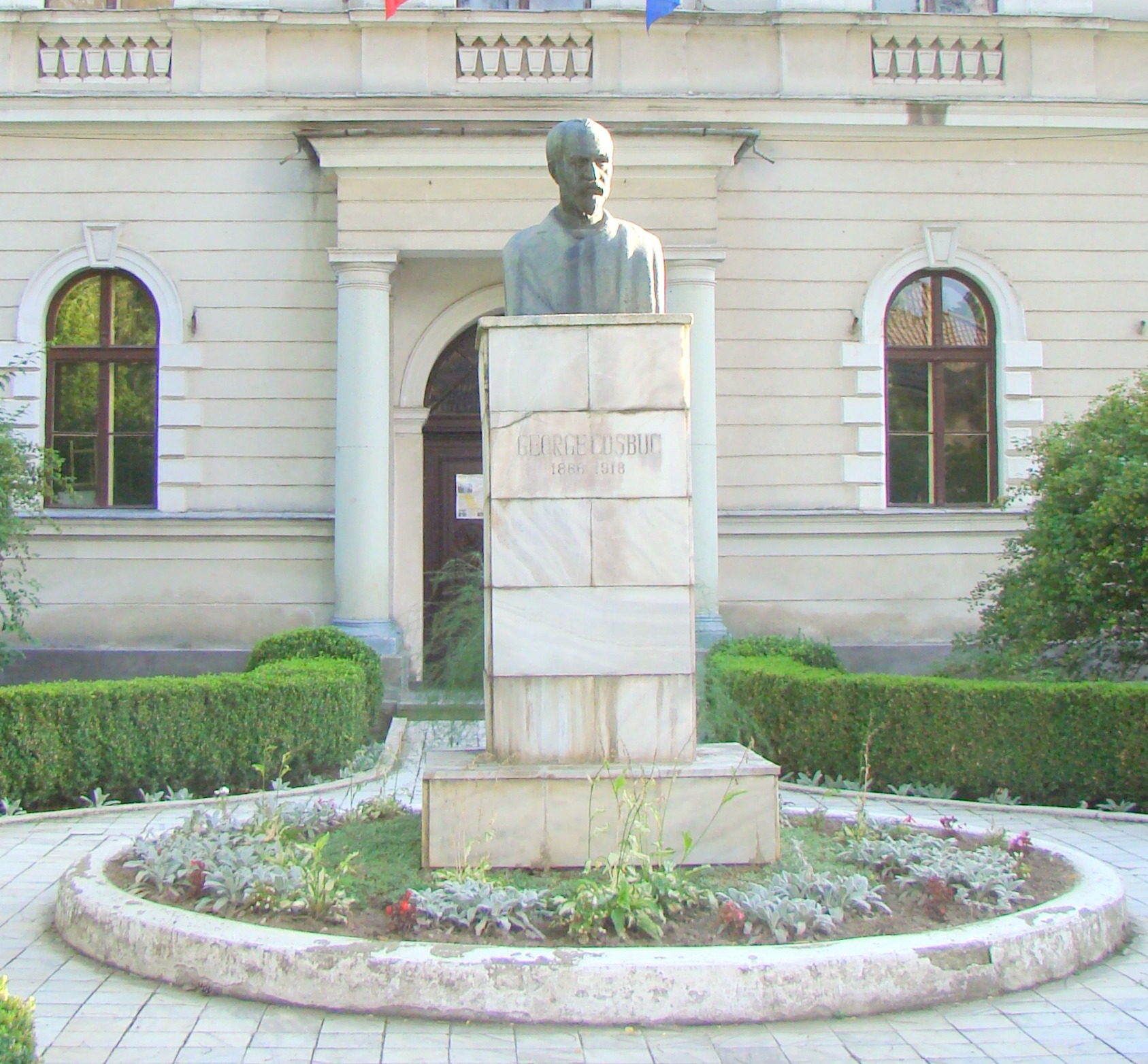
Bustul lui George Coșbuc (monument istoric)
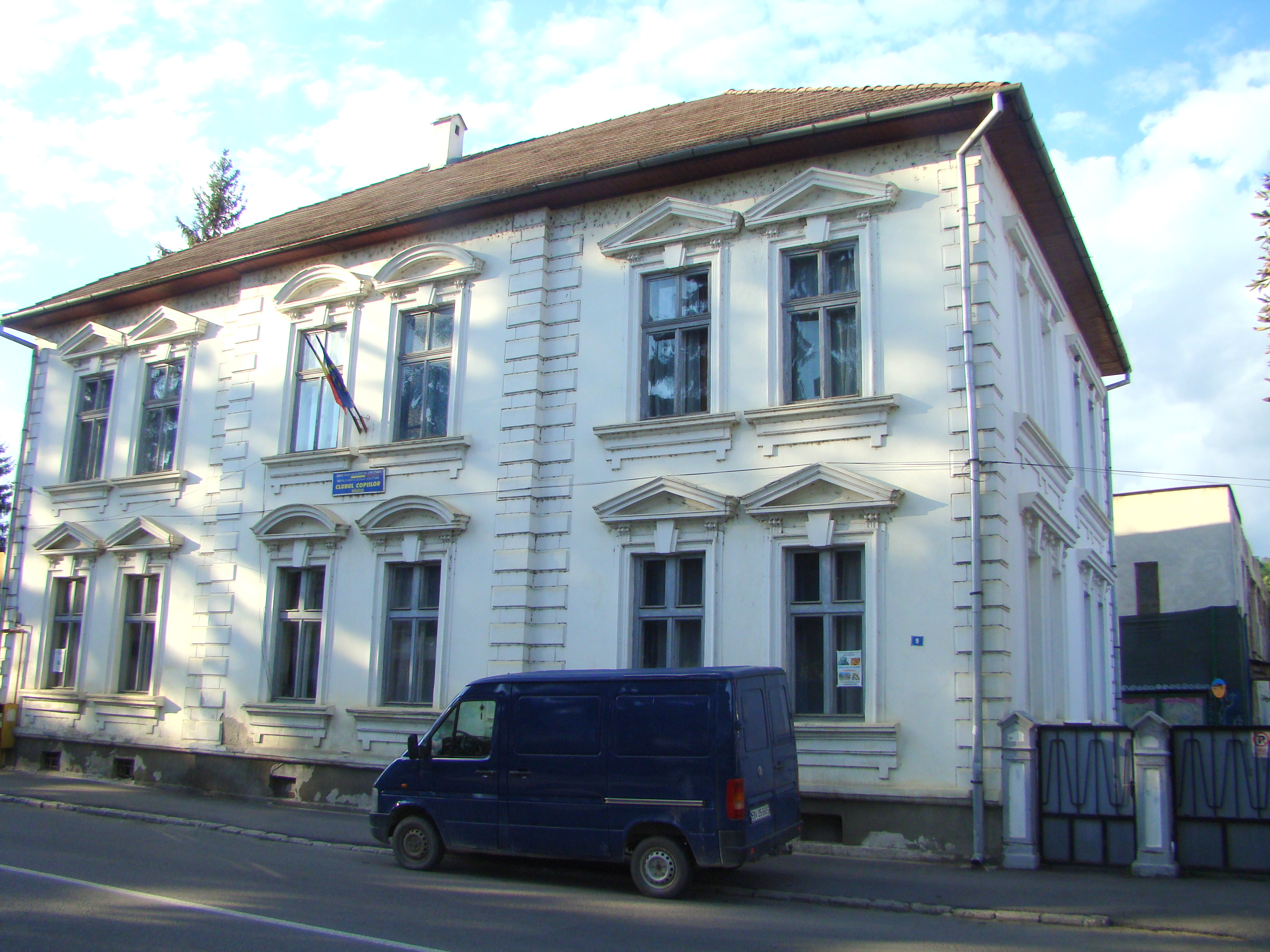
Clubul copiilor
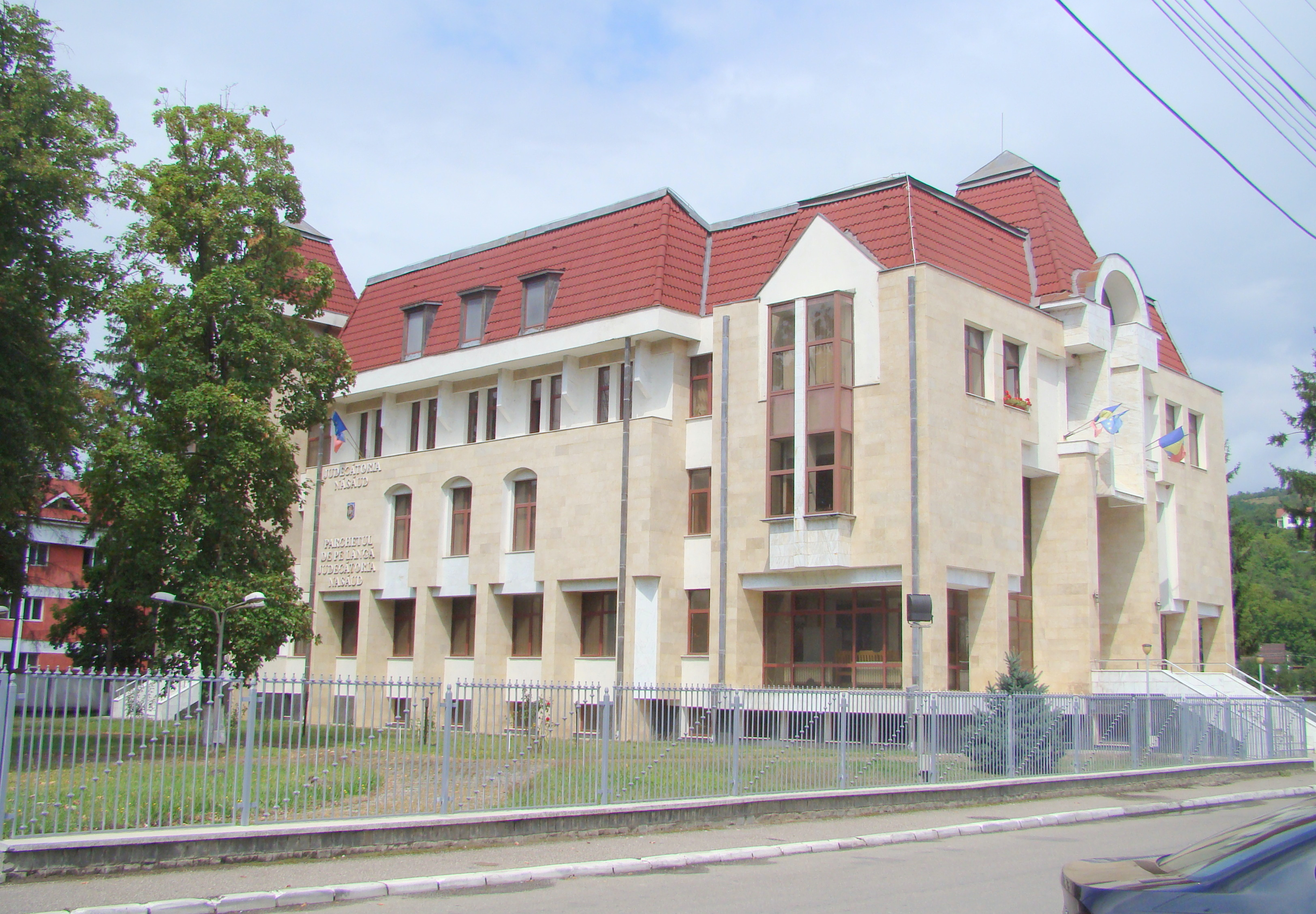
Judecătoria
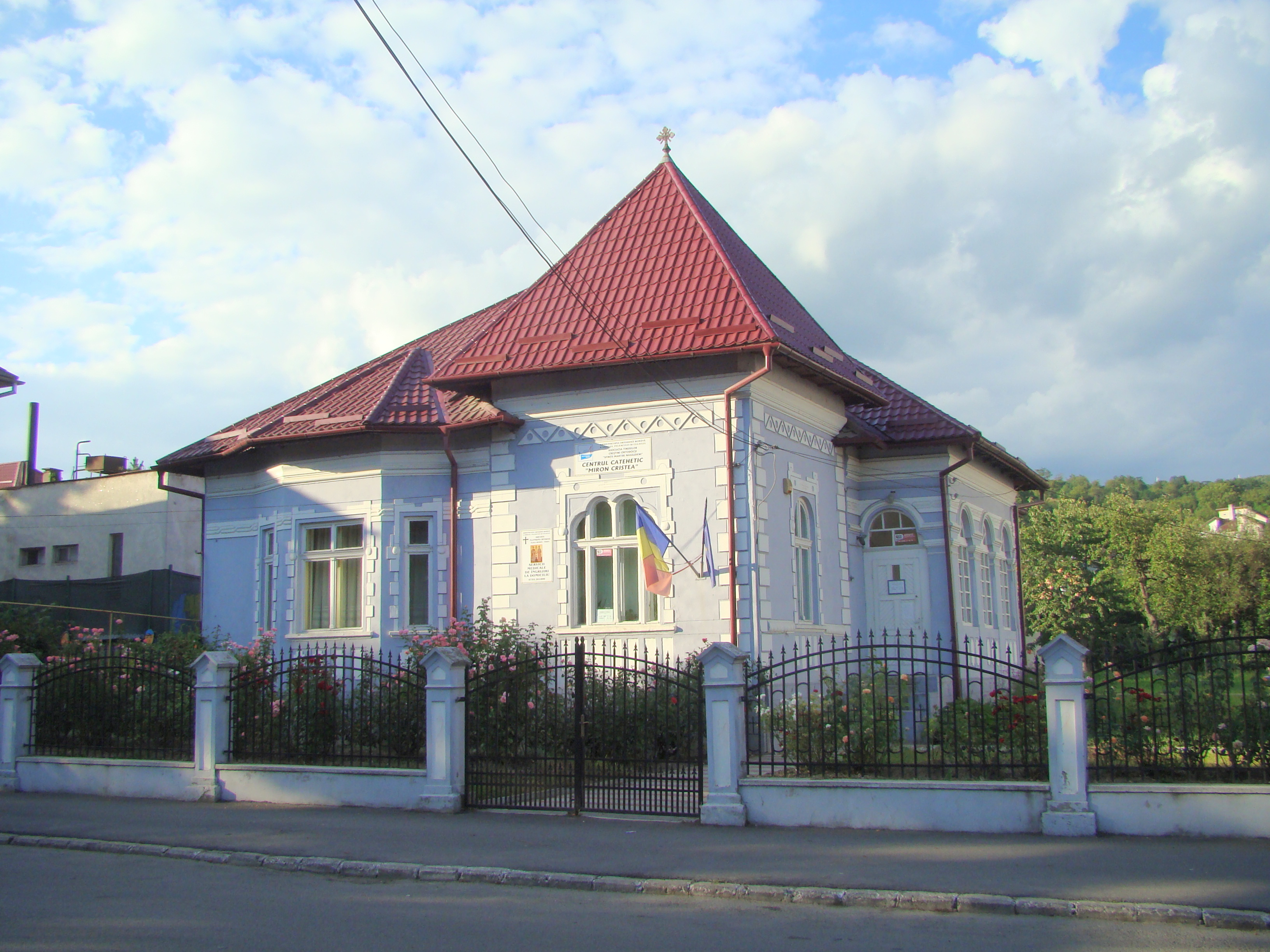
Centrul catehetic „Miron Cristea”
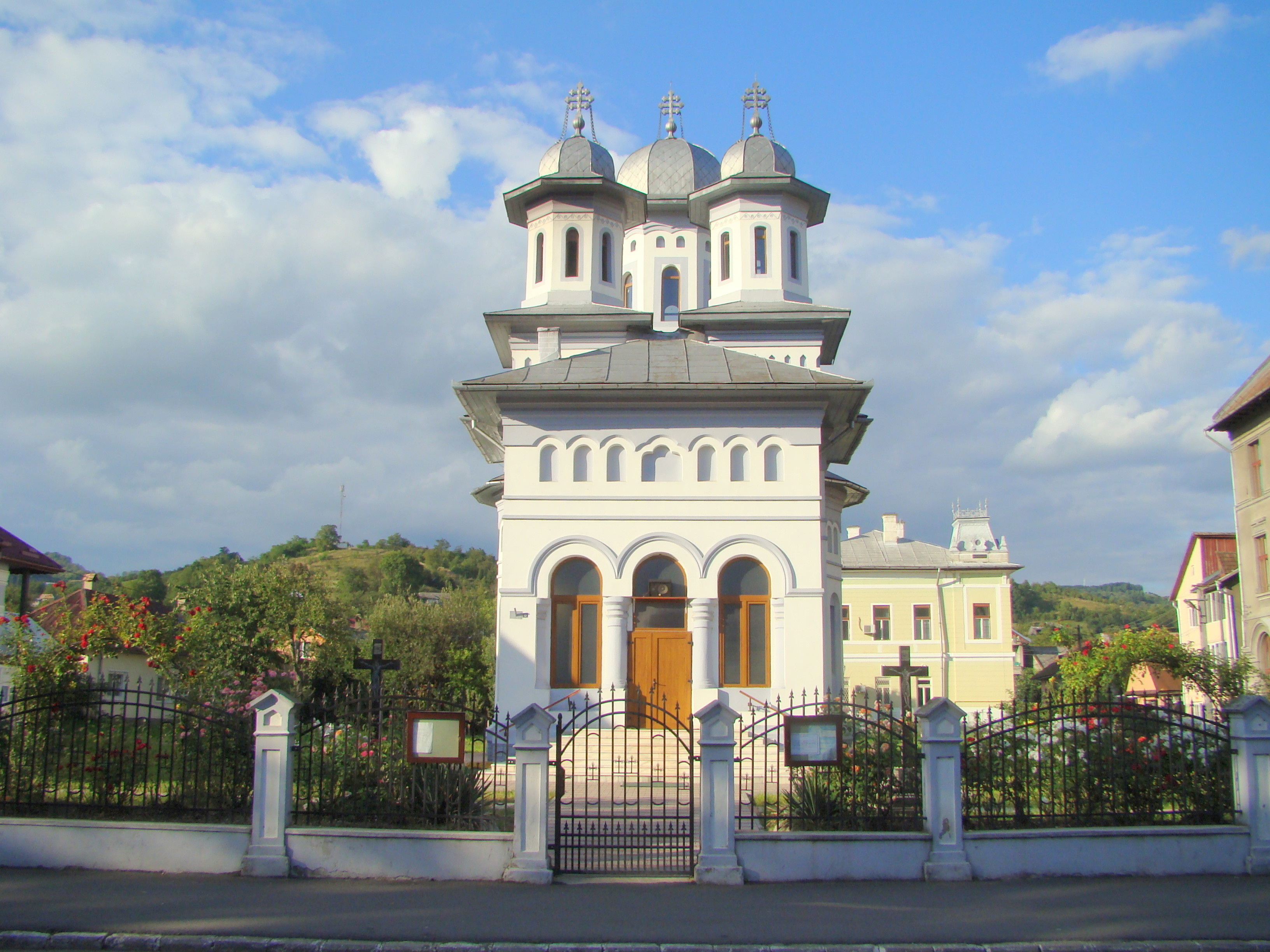
Biserica „Sfinții Împărați Constantin și Elena”, vechea parohie ortodoxă din Năsăud
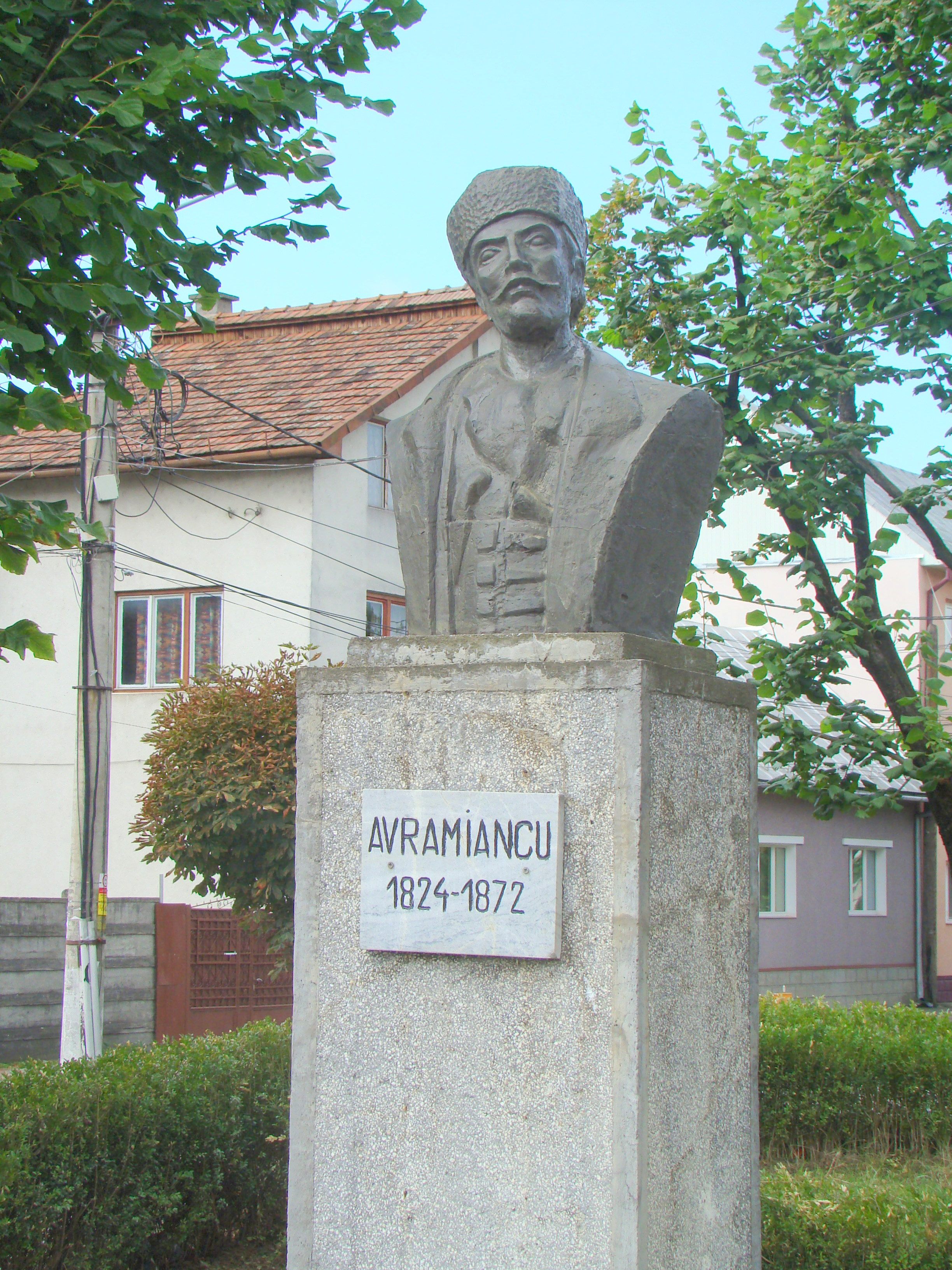
Bustul lui Avram Iancu
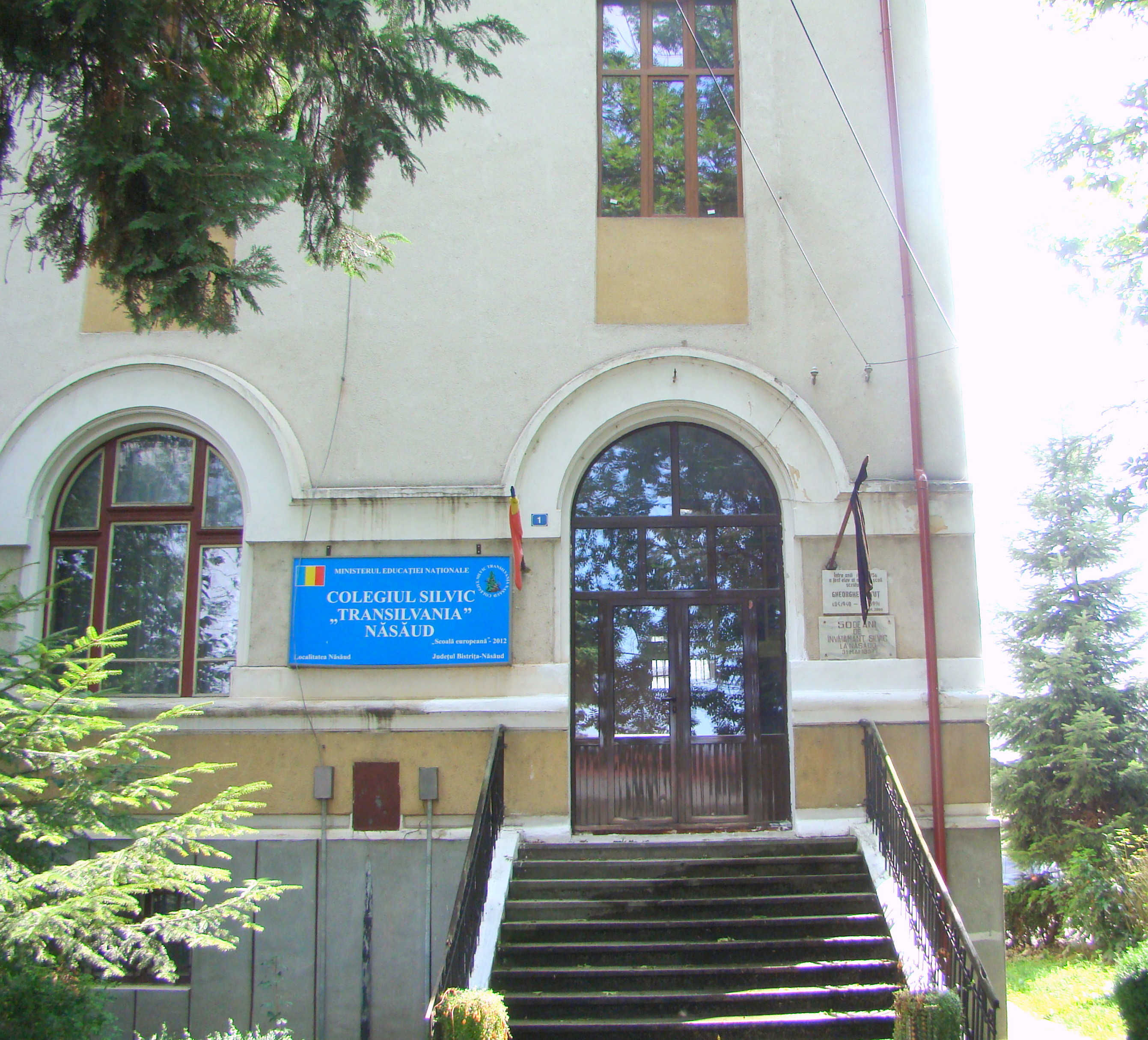
Colegiul silvic din Năsăud (monument istoric)
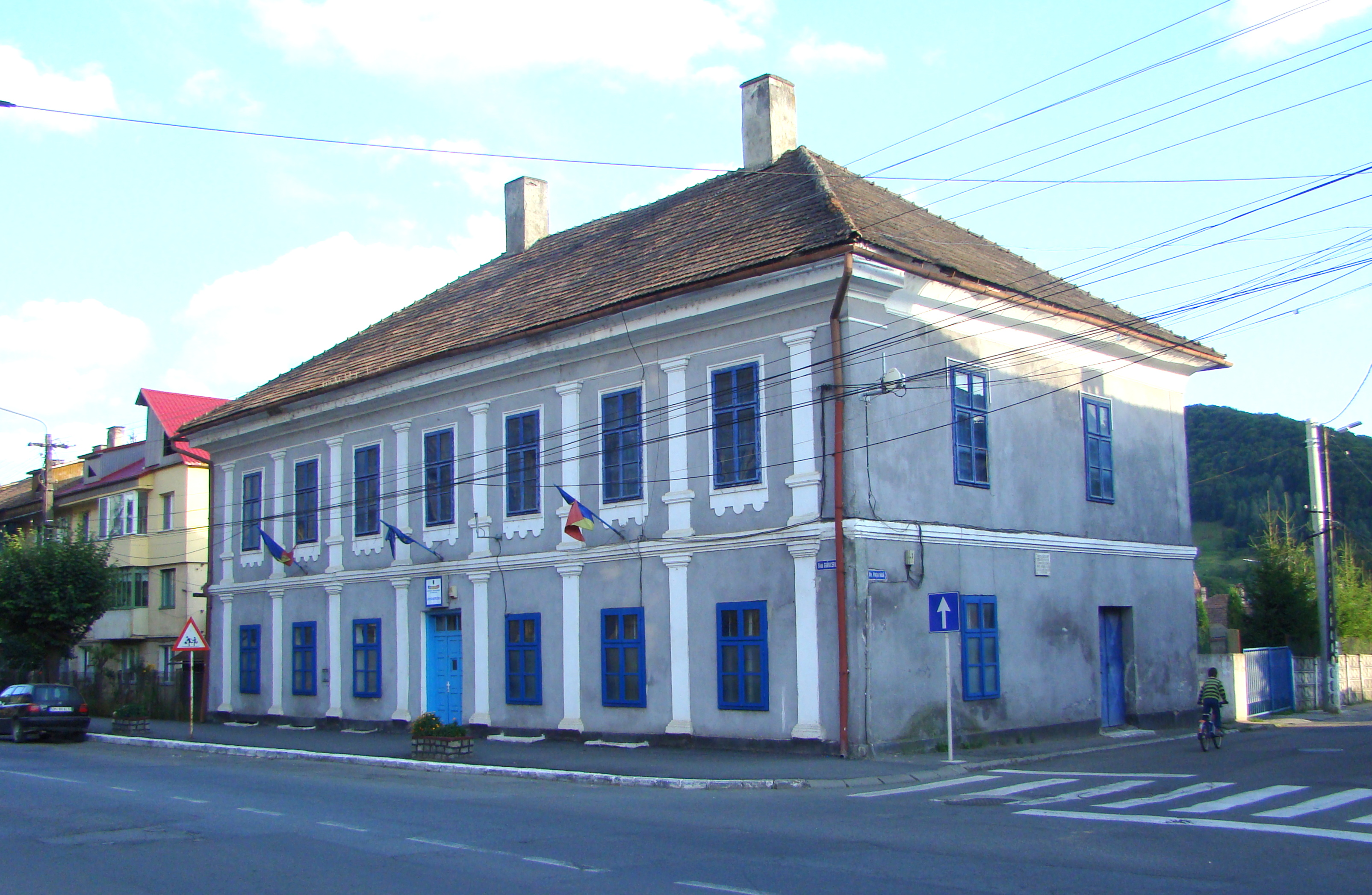
Jandarmeria (vechile arhive)
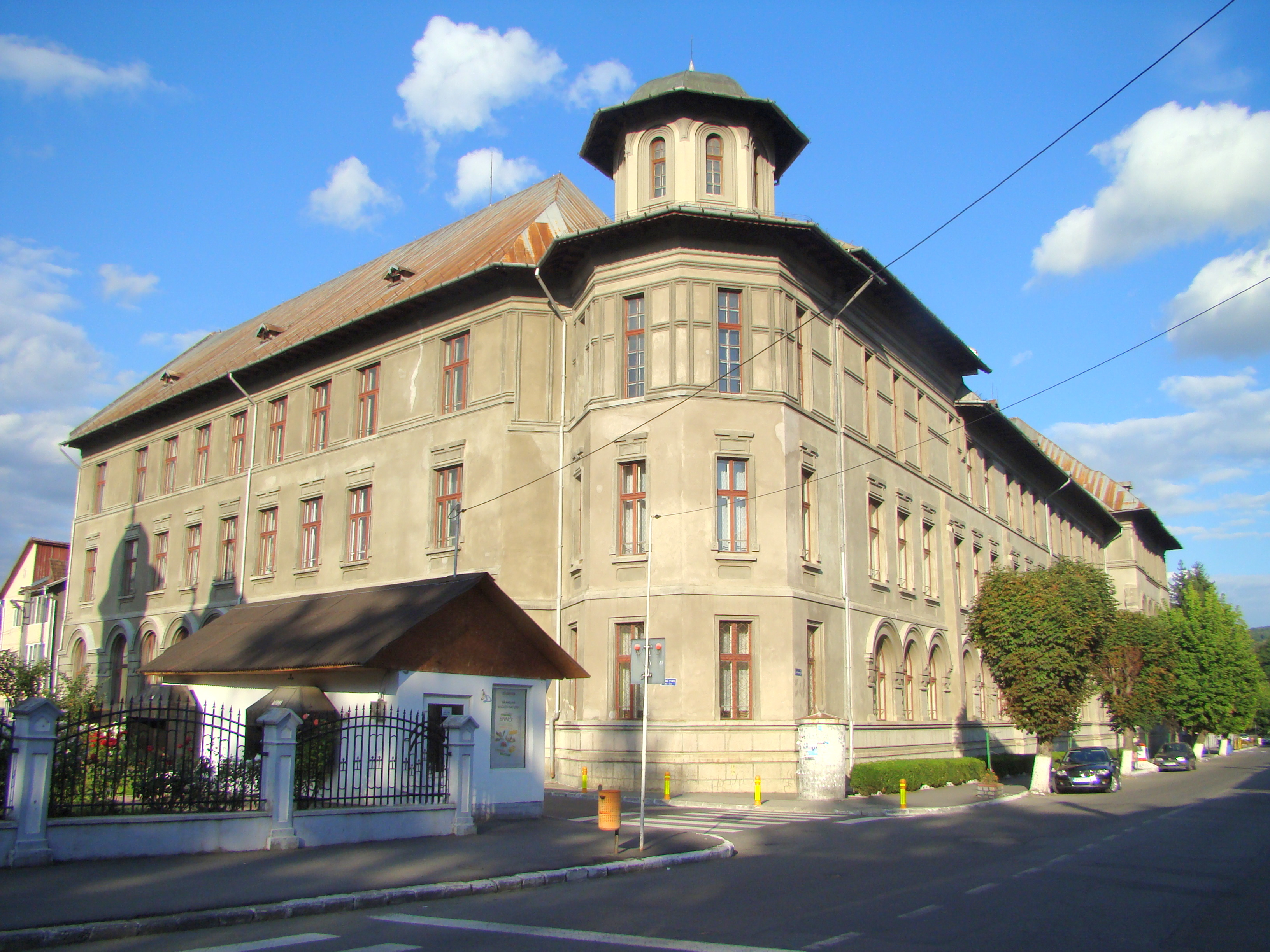
Școala Generală „Mihai Eminescu”, fostul Liceu Pedagogic, continuatorul Școlii Normale sau a Preparandiei (monument istoric)
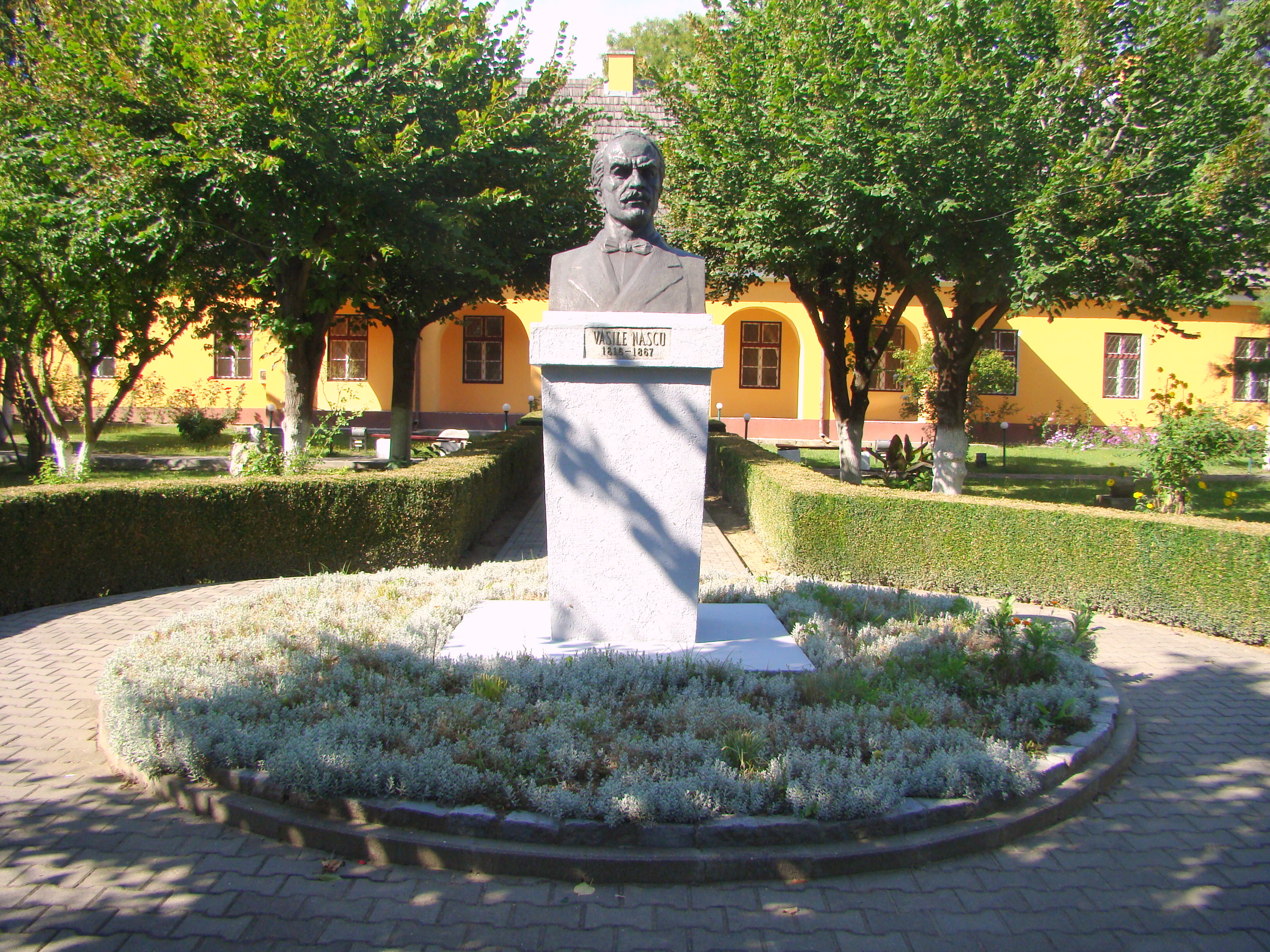
Bustul lui Vasile Nașcu (monument istoric)
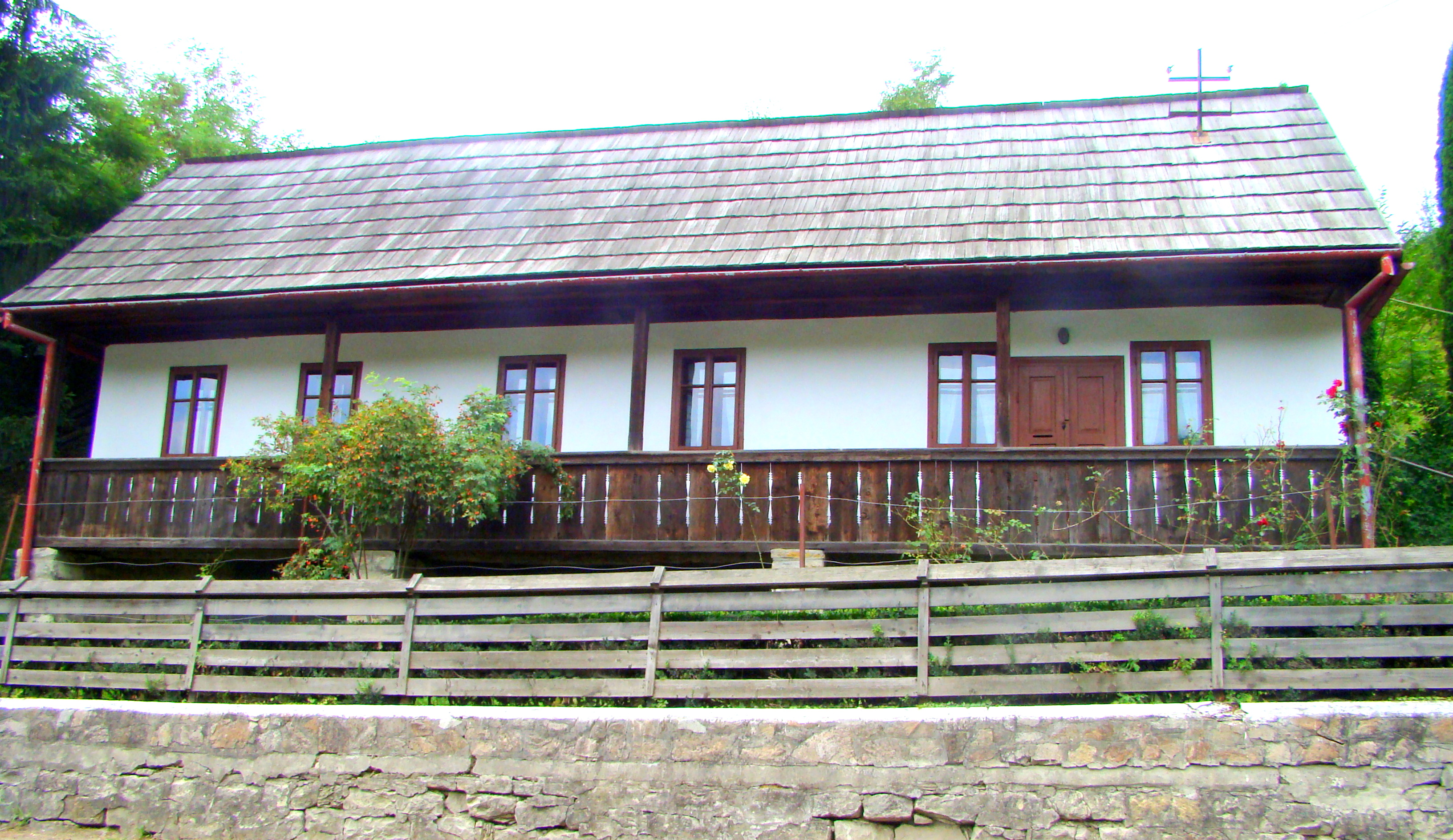
Casa memorială Liviu Rebreanu (monument istoric)
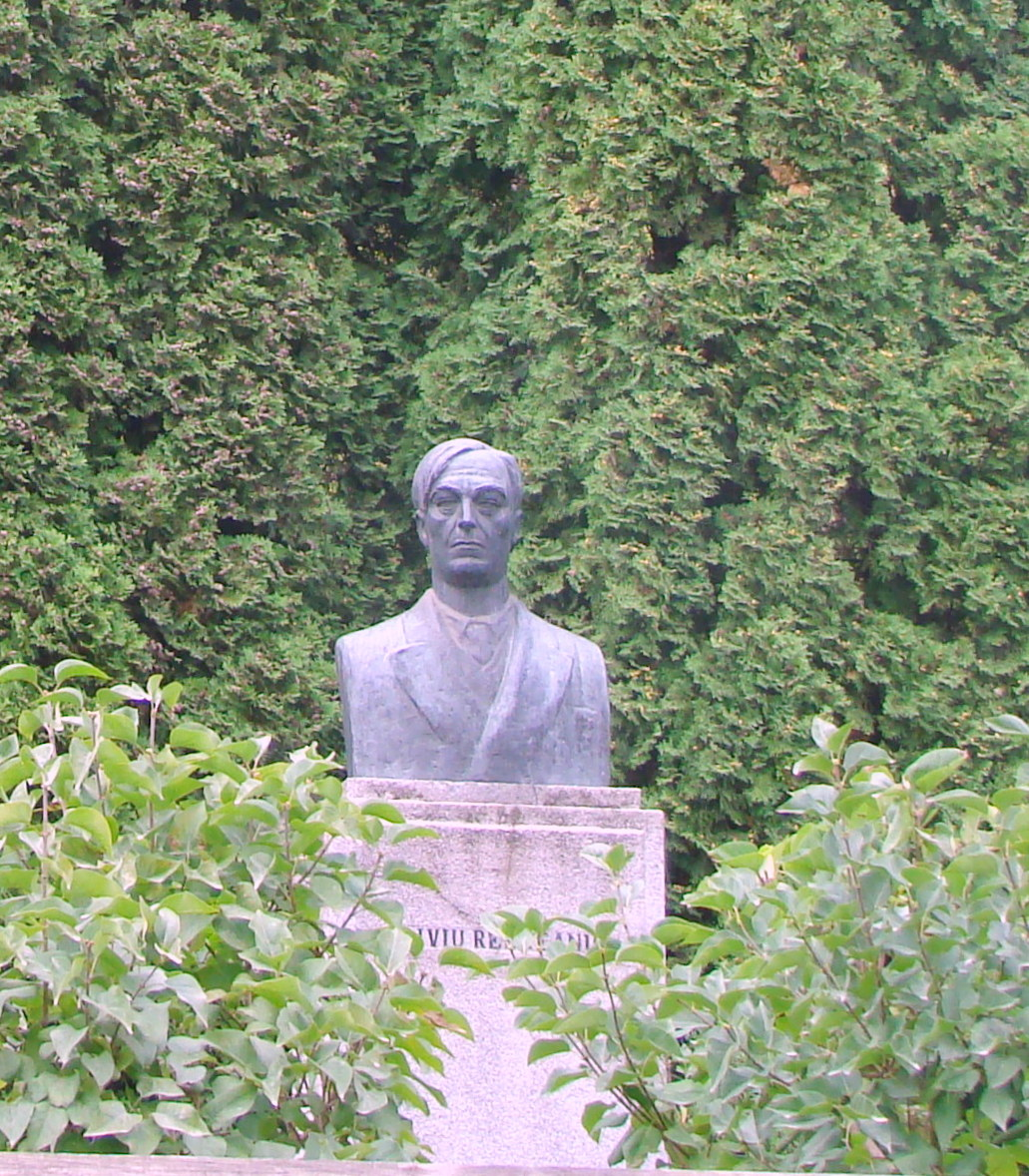
Bustul lui Liviu Rebreanu (monument istoric)
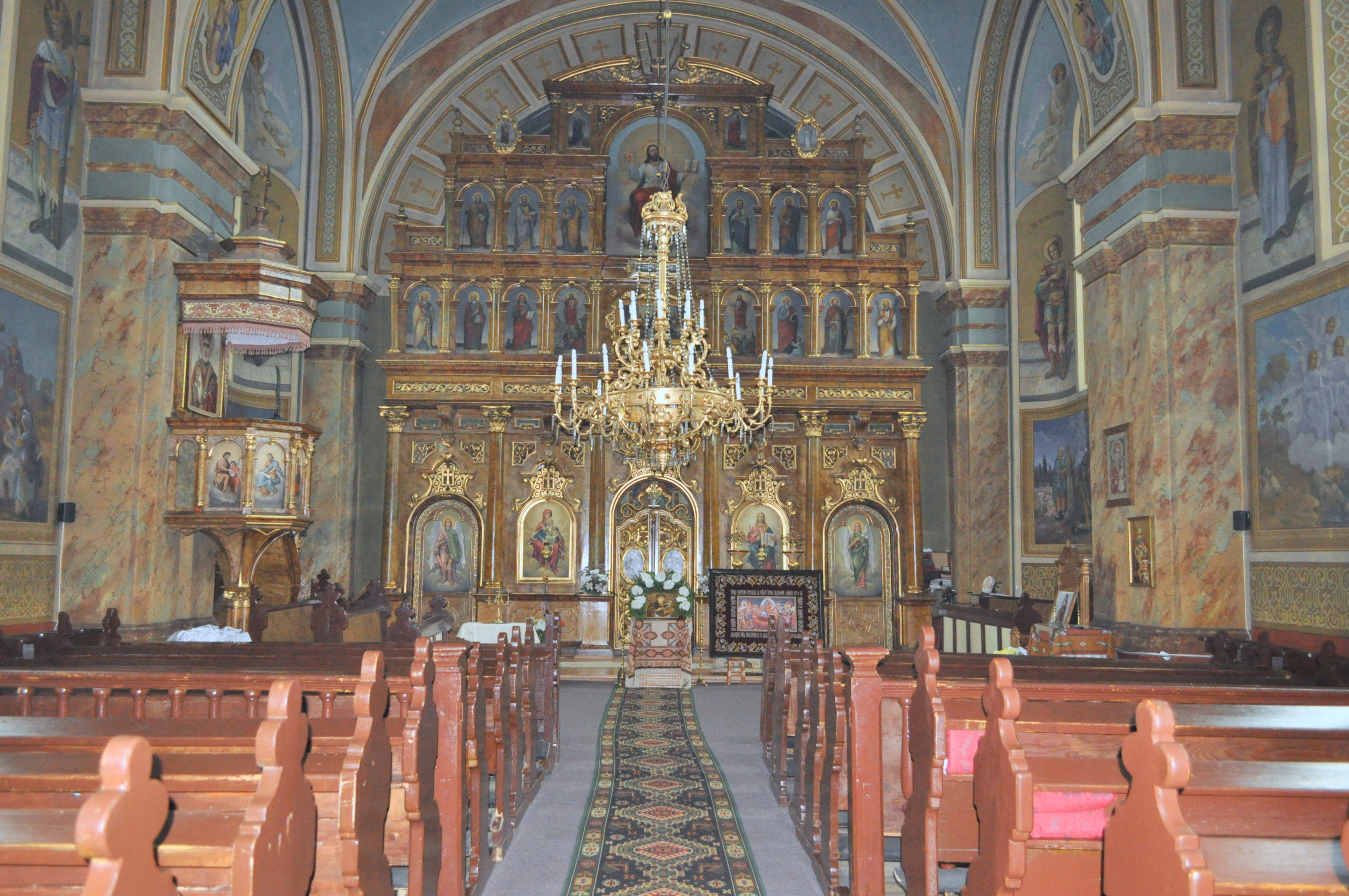
Biserica Sfântul Nicolae (monument istoric)
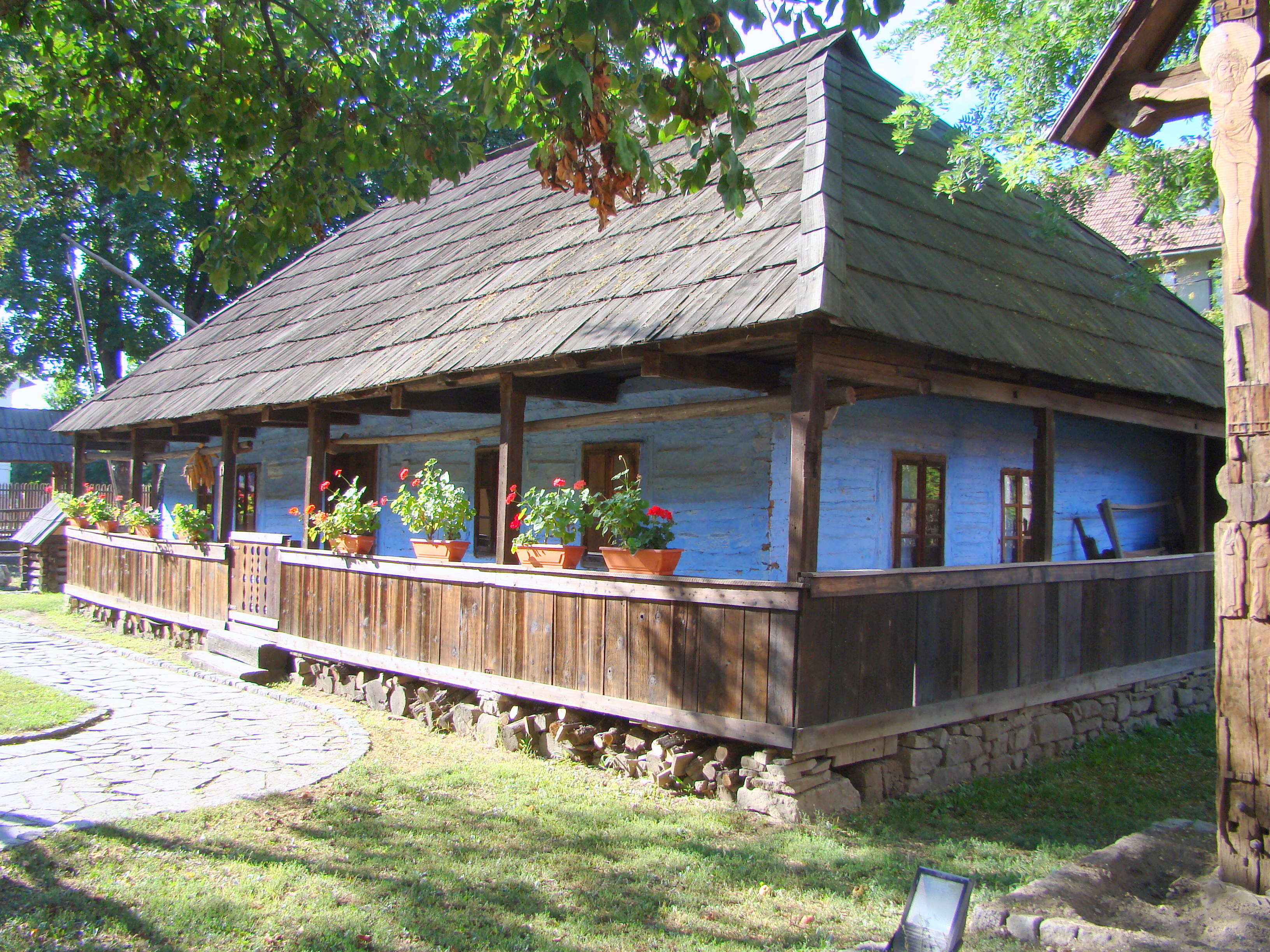
Muzeul grăniceresc năsăudean
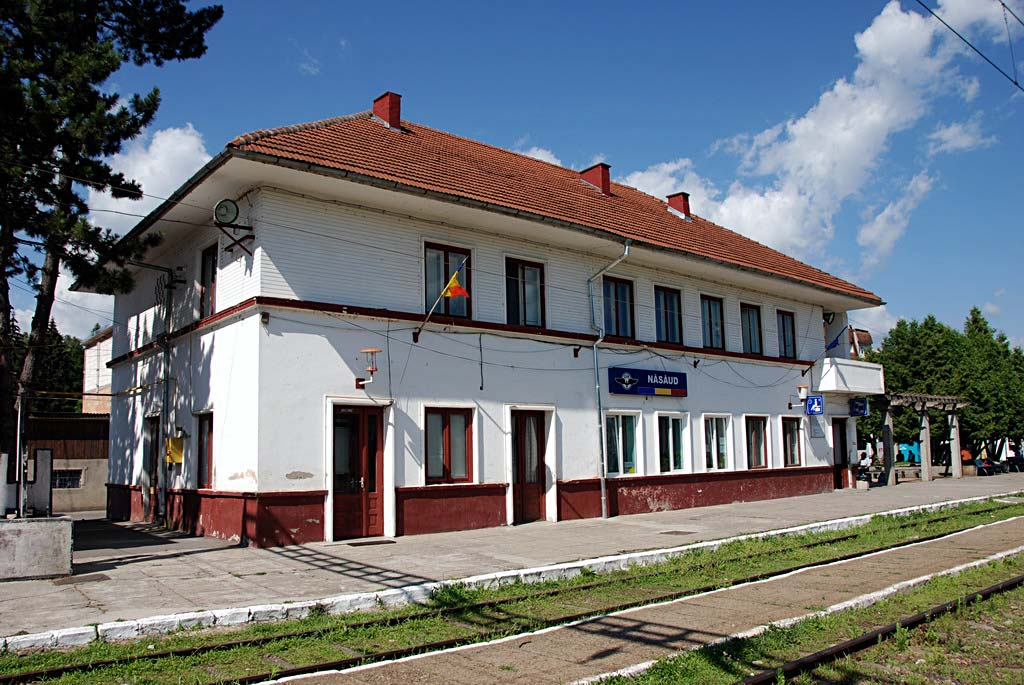
Gara